# Dãy núi Cascade
Dãy Cascade (tiếng Anh: Cascade Range hay Cascade Mountains (ở Canada)) là một dãy núi kéo dài nằm đối diện với bờ biển thuộc khu vực phía tây của Bắc Mỹ, giữa tiểu bang California, Oregon, Washington của Mỹ và tỉnh British Columbia của Canada. Dãy núi là một phần của vành đai núi lửa Cascade trong đó ngọn núi lửa Rainier là đỉnh núi cao nhất với độ cao 4.392 mét so với mực nước biển, nằm ở vị trí nhìn ra thành phố Seattle và núi St. Helens, ngọn núi từng phun trào vào năm 1980. Vòng cung núi lửa này vẫn còn hoạt động, nó bắt đầu hình thành từ 36 triệu năm trước do sự hút chìm của mảng Juan de Fuca bên dưới mảng Bắc Mỹ. Hoạt động núi lửa vẫn còn đe dọa nghiêm trọng khu vực xung quanh nó.
Sông Columbia làm gián đoạn địa hình chính của dãy núi, dòng chảy của nó cắt qua dãy núi từ đông sang tây, lưu vực của sông bao phủ một phần lớn các sườn dốc của Cascade. Hai phần của dãy ở bắc và nam ngăn cản sự xâm nhập của khí hậu đại dương nóng ẩm đến từ Thái Bình Dương. Do độ cao, lượng mưa lớn chuyển thành một lượng tuyết đáng kể, xảy ra như tại núi Baker, đây là khu vực băng hà lớn nhất ở Hoa Kỳ ngoài Alaska. Ở phía đông của dãy, lượng mưa thấp hơn nhiều, khí hậu đậm chất lục địa với khác biệt lớn hơn về nhiệt độ hàng ngày và theo mùa. Sự khác biệt này có thể được nhìn thấy ở thảm thực vật chủ yếu là rừng lá kim: linh sam Douglas và thông Tsuga heterophylla chiếm ưu thế ở phía tây dãy núi, nhưng thông Pinus ponderosa, thông Pinus contorta và thông Pinus contorta chiếm ưu thế ở phía đông, là những vùng đất khô cằn. Phần phía bắc của dãy, Bắc Cascade, lạnh hơn và có địa hình cao hơn, nơi đây có nhiều sông băng. Đây là vùng đất của các loài cây thông: tsuga mertensiana, abies alba và abies lasiocarpa. Hệ động vật rất đa dạng nhưng đang trong tình trạng bị đe dọa. Để bảo vệ đa dạng sinh học và tài nguyên thiên nhiên khu vực này, hầu hết dãy núi đã được bảo vệ, đặc biệt là ở bốn vườn quốc gia.
Dãy núi này đã có người sinh sống trong ít nhất 11.000 năm, những người Mỹ bản địa đã sáng tác ra nhiều thần thoại và truyền thuyết về ngọn núi lửa. Vào cuối thế kỷ 18, người châu Âu đã khám phá dãy núi. Tên của nó bắt nguồn từ Cuộc thám hiểm của Lewis và Clark vào năm 1806, từ những ghềnh đá có vị trí nằm trong Hẻm núi sông Columbia. Các cuộc thám hiểm và hoạt động thương mại sau đó giữa Công ty Tây Bắc và Công ty Vịnh Hudson gia tăng. Chủ yếu là việc buôn bán lông thú về sau được thay thế bằng mua bán gỗ. Nếu hoạt động khai thác cải tiến tạo điều kiện băng ngang qua dãy núi, thì dãy sẽ bị tàn phá phần lớn. Hoạt động leo núi ở giữa thế kỷ 19 và trượt tuyết vào đầu thế kỷ 20 xuất hiện, lần đầu tiên con người leo lên đỉnh núi cao nhất. Trong thế kỷ 21, vẻ đẹp hoang dã của dãy núi Cascade khiến cho nó trở thành một điểm thu hút du lịch.

## Đặt tên

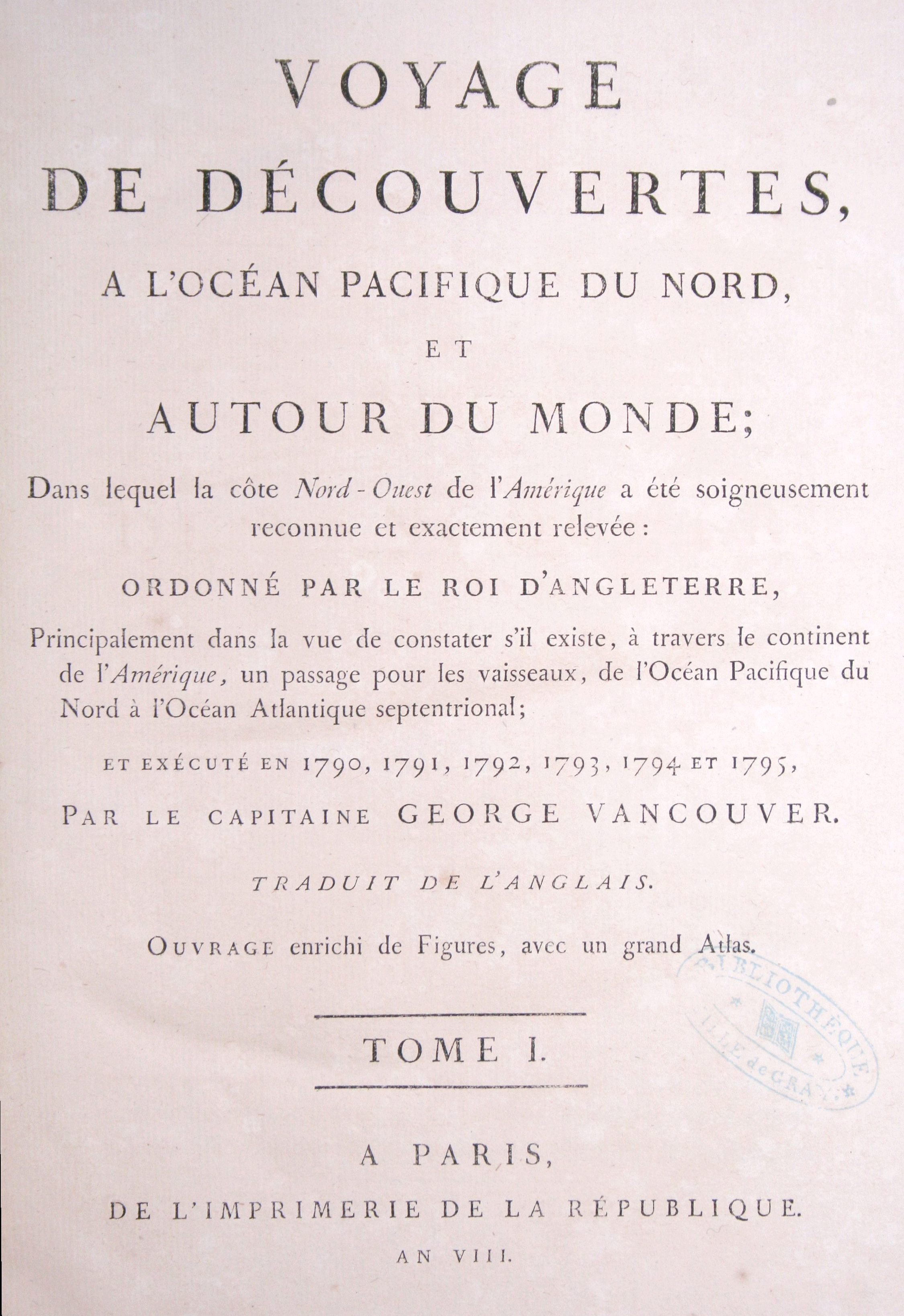
Trang bìa "Hành trình khám phá đến Bắc Thái Bình Dương và thế giới" của George Vancouver (bản sao ở Thư viện Di sản Gray).

Một loạt các hội nghị đầu tiên nhằm đặt tên bằng tiếng Anh cho dãy diễn ra vào mùa hè năm 1792 chủ trì bởi nhà hàng hải người Anh George Vancouver khi ông đến Puget Sound. Kết quả, tên núi Baker được đặt nhằm vinh danh trung úy thứ ba của ông, núi St. Helens vinh danh nhà ngoại giao Alleyne Fitzherbert - nam tước St Helens thứ nhất, núi Hood vinh danh Đô đốc của Hải quân Hoàng gia Samuel Hood và đỉnh cao nhất, ngọn núi Rainier, vinh danh Đô đốc Peter Rainier. Tuy nhiên, cuộc thám hiểm Vancouver đã không đặt tên dãy núi, nơi mà các đỉnh núi này thuộc về.

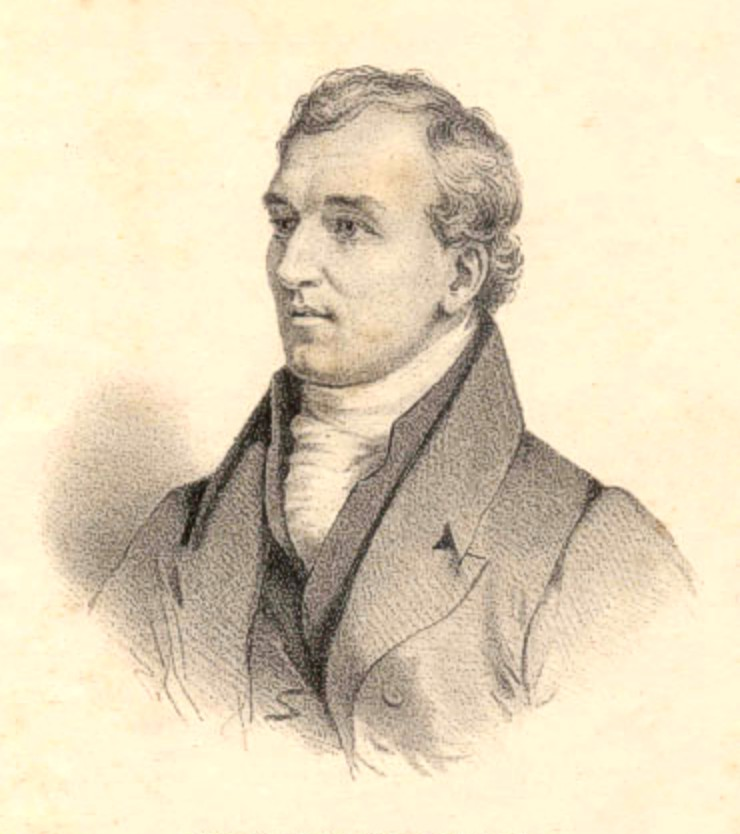
Chân dung David Douglas, người đặt tên cho dãy núi Cascade lần đầu tiên.

Vào năm 1806, các ghềnh thác của Cascade là chướng ngại vật cuối cùng gặp phải trên đường tới Thái Bình Dương đối với cuộc thám hiểm của Lewis và Clark, đối với những người định cư và thương nhân, vị trí mà hiện nay nước được điều phối bởi Đập Boneville, nằm tại hẻm núi sông Columbia. Đó là lý do tại sao các đỉnh núi phủ đầy tuyết xung quanh vốn dĩ từ lâu được gọi là "Những ngọn núi bên kia thác nước" và sau đó được gọi đơn giản là "The Cascade". Nhà thực vật học người Scotland David Douglas, lần đầu tiên đã dùng tên "Cascade Range" và "Cascade Mountains" trong tạp chí du lịch của ông (1823 - 1827). Trên hành trình trở về các thành viên Lewis và Clark khám phá ra một đỉnh núi tuyết cao, họ đã đặt tên nhà tài trợ của họ, tổng thống Thomas Jefferson.
Vào những năm 1830, Hall J. Kelley đã đề xuất đổi tên dãy núi "Presidents’ Range" hoặc "Presidential Range" (tùy theo nguồn) và đặt cho mỗi ngọn núi lửa tên của một Tổng thống Hoa Kỳ. Ý tưởng này đã bị từ chối, với ngoại lệ là tên của núi Adams, một tên được dự định đặt cho núi Hood để tôn vinh John Adams nhưng sau đó tên đã đặt cho một ngọn núi lửa chưa có tên.

## Địa lý

### Tổng quan

Toàn cảnh từ đỉnh Goat (con dê).

Dãy Cascade là một dãy núi trải dài dọc theo bờ biển phía Tây của Bắc Mỹ, với khoảng cách trung bình là 200 km từ Thái Bình Dương, phía nam của tỉnh British Columbia ở Canada kéo dài đến Bắc California của Hoa Kỳ xuyên qua các tiểu bang Washington và Oregon. Nó bị chặn ở phía bắc bởi sông Thompson trước khi hợp lưu với sông Fraser và nằm về phía nam hồ Almanor. Dãy là một phần của Dãy ven biển Thái Bình Dương và mở rộng về phía bắc qua dãy núi Coast (Ven biển) và phía nam qua dãy núi Sierra Nevada. Xuyên qua Cao nguyên sông Columbia về phía đông, chạy dọc theo trục bắc/nam cùng Dãy núi Rocky. Điểm giáp biển duy nhất nằm tại Puget Sound phía tây bắc của tiểu bang Washington.

### Địa hình

#### Địa mạo
Địa hình của dãy núi Cascade chia thành hai vùng địa lý khác biệt: về phía đông là Đông Washington, là vùng cao nguyên khô cằn mở rộng được hình thành từ 16 triệu năm trước bởi dòng dung nham khổng lồ của sông Columbia và các nhánh chính của nó, sông Snake, sông Yakima và sông Okanagan, tạo nên địa hình ấn tượng; về phía tây, địa hình chiếm ưu thế là vùng đất thấp Puget Sound, cùng dãy núi ven biển Oregon và dãy núi Olympic của hệ thống dãy núi ven biển Thái Bình Dương.

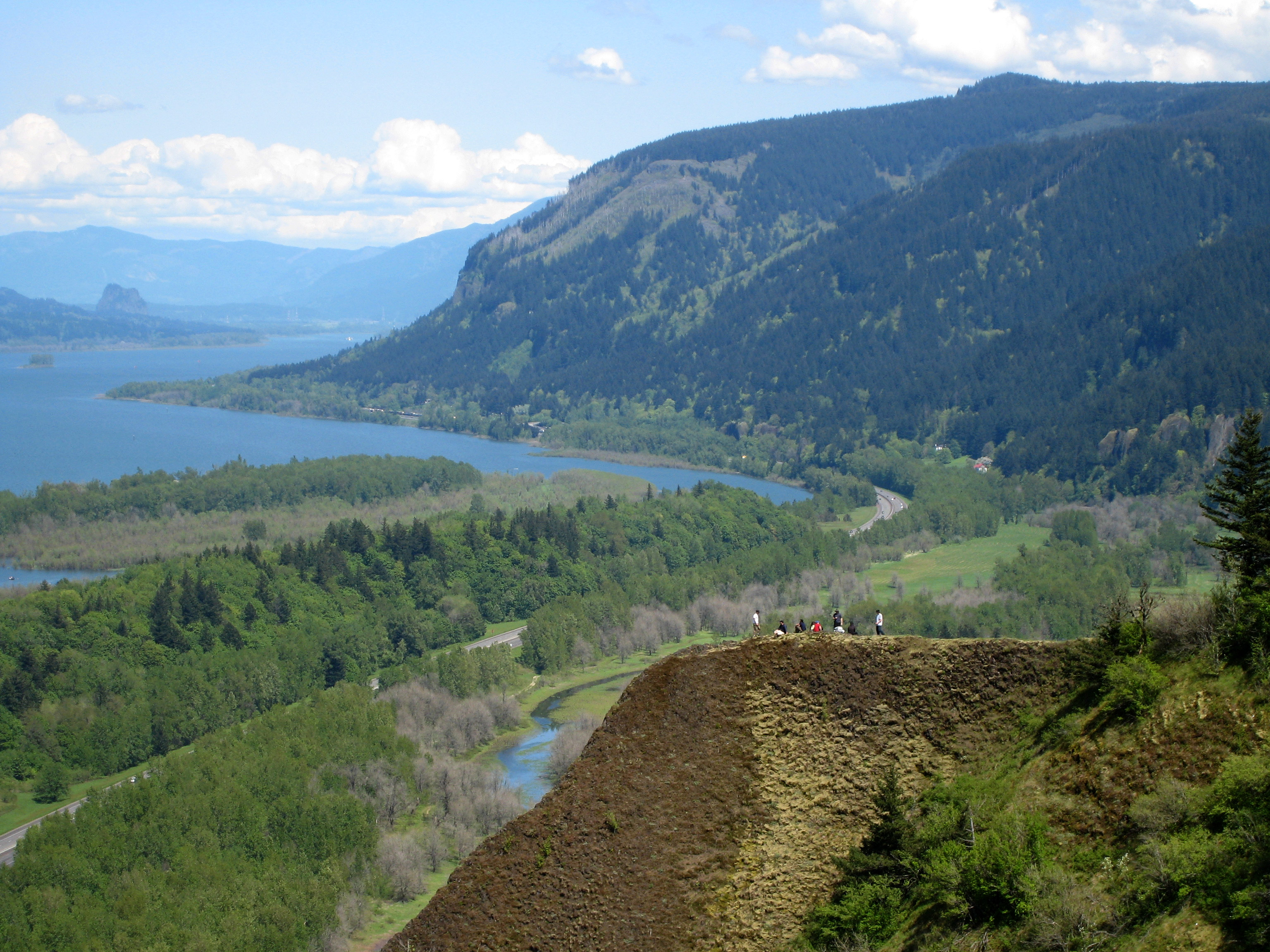
Quang cảnh hẻm núi sông Columbia ở phía đông.

Hẻm núi sông Columbia làm gián đoạn chủ yếu địa hình dãy núi Cascade. Vào thời điểm của biến động địa hình 7 triệu năm trước, vào Thế Pliocen, sông Columbia chia cắt cao nguyên cùng tên. Khi dãy núi được nâng cao lên, dòng sông chảy theo hướng của nó và cắt địa hình tạo thành các hẻm núi sâu.

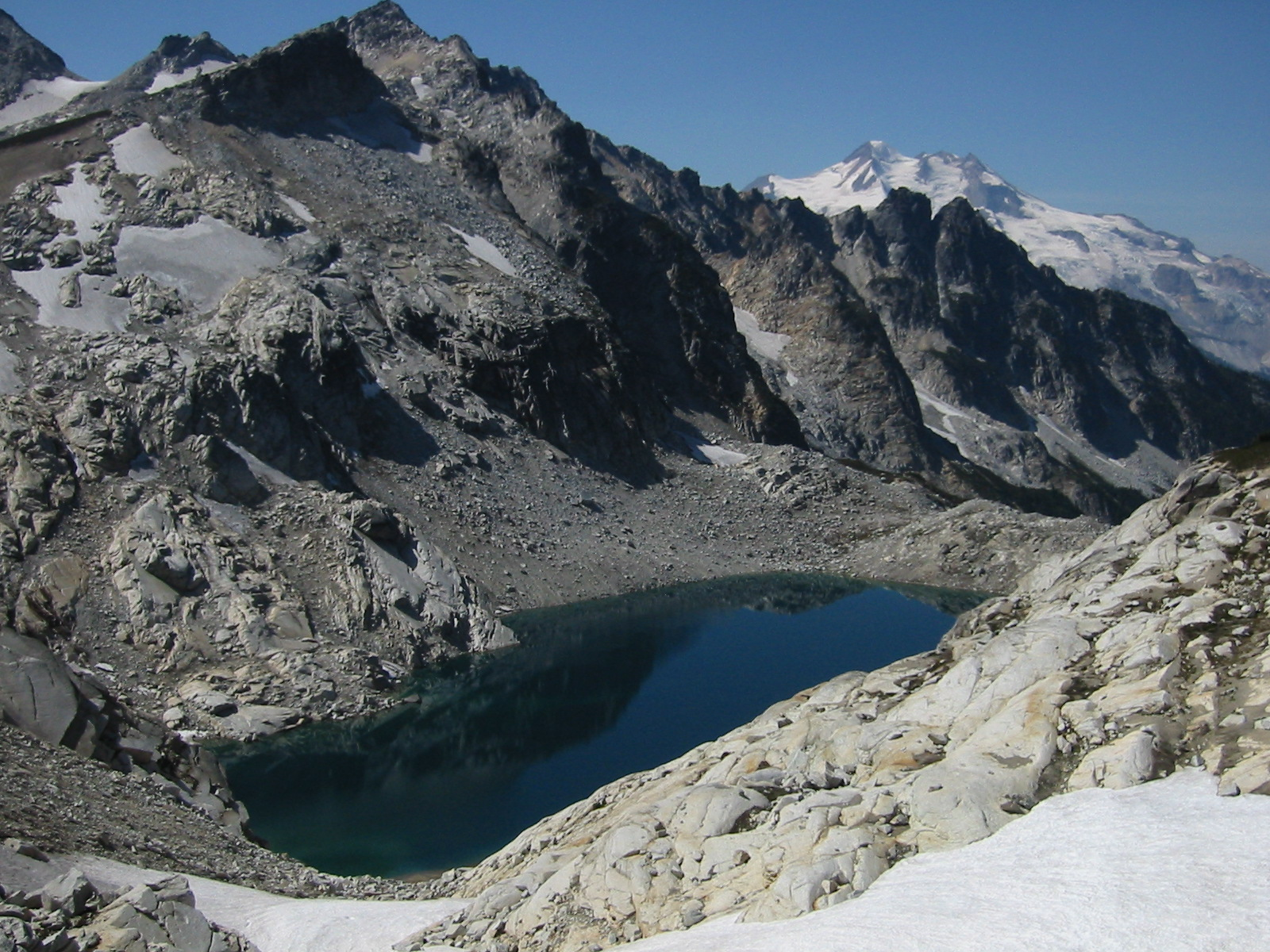
Quang cảnh hồ sông băng Triad ở Bắc Cascade với đỉnh núi Glacier ở bên phải.

Các núi lửa cao nhất trong dãy núi gồm có núi Rainier cao 4392 mét so với mực nước biển, được gọi là High Cascades. Ngọn núi này cao gần gấp đôi so với độ cao trung bình xung quanh, từ đỉnh núi, có thể nhìn thấy quang cảnh xa tới 100 hoặc thậm chí 150 km. Có hơn 120 ngọn núi lửa nằm trong khu vực phía nam của sông Columbia. Có mười một đỉnh núi cao trên 10.000 feet (3.048 mét), trong đó có hai đỉnh cao hơn 14.000 feet hoặc 4.000 mét, độ cao của những ngọn núi này ấn tượng hơn nhiều so với các đỉnh núi ở dãy núi Rocky bởi vì hầu hết đều có thể nhìn thấy một cách hoàn hảo quang cảnh từ bờ biển và khu vực xung quanh. Ở Oregon, những vùng đất nằm về phía tây của dãy núi được gọi là Tây Cascades; có một ngọn núi lửa có tuổi lâu hơn là High Cascades.
Phần miền bắc, phía bắc từ đèo Snoqualmie nằm ở biên giới Canada-Hoa Kỳ là vùng Bắc Cascade, được gọi chính thức là Canadians Cascades hay Cascade Mountains ở phía bắc của dãy núi này. Núi lửa có địa hình núi chủ yếu là núi kim tự tháp, đôi khi được sánh so với dãy núi Anpơ. Chúng khó tiếp cận hơn và môi trường hoang dã hơn, với nhiều thung lũng hơn về độ cao, các rặng núi nhọn, dốc, nhiều hồ băng, cũng như nhiều đá vụn bề mặt hơn so với High Cascades.

#### Phân khu
Dãy núi Cascade được chia thành các nhóm núi và khối núi:

Bản đồ các phân khu của dãy núi Cascade.

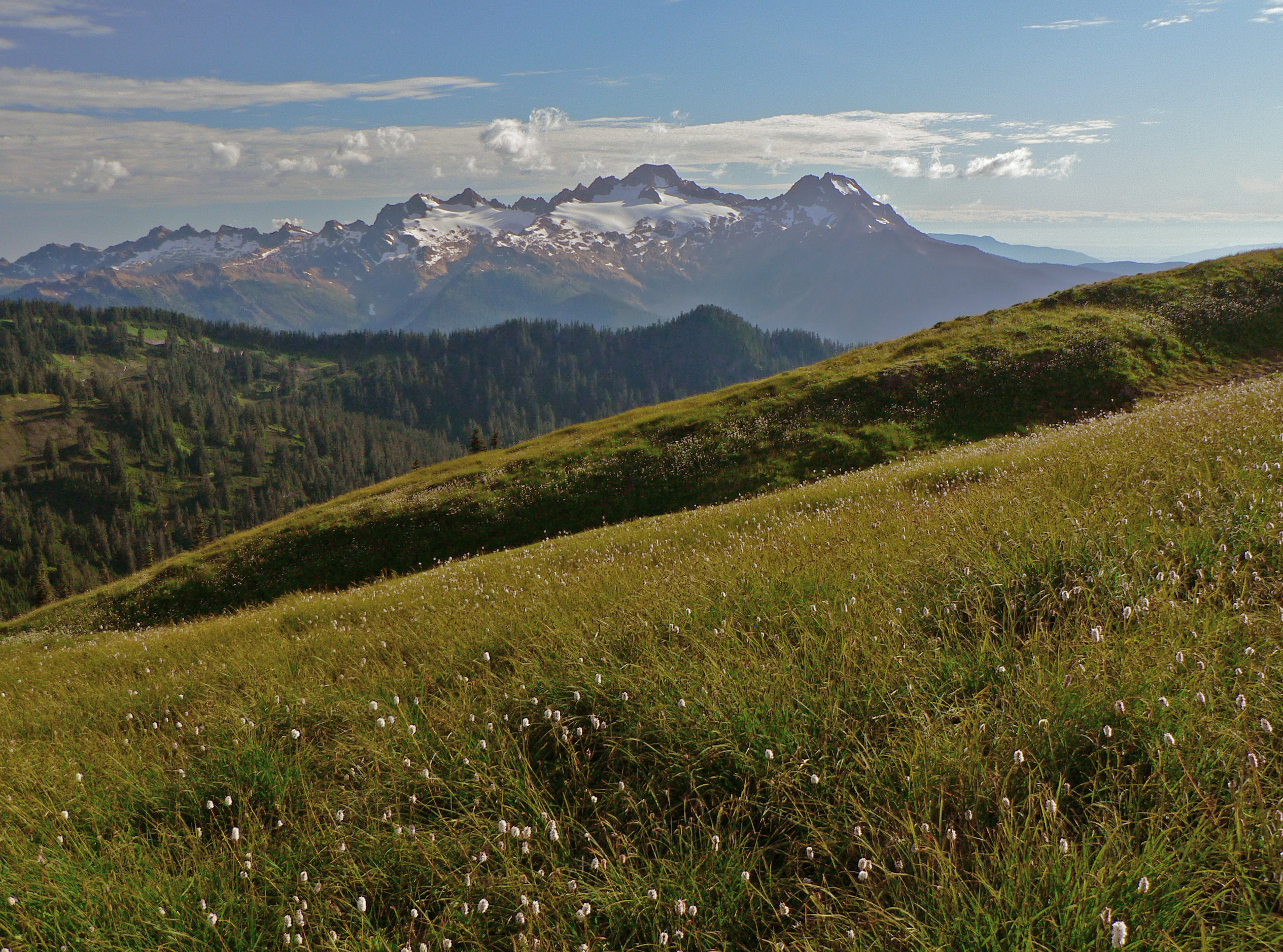
Quang cảnh Twin Sisters ở Bắc Cascade.

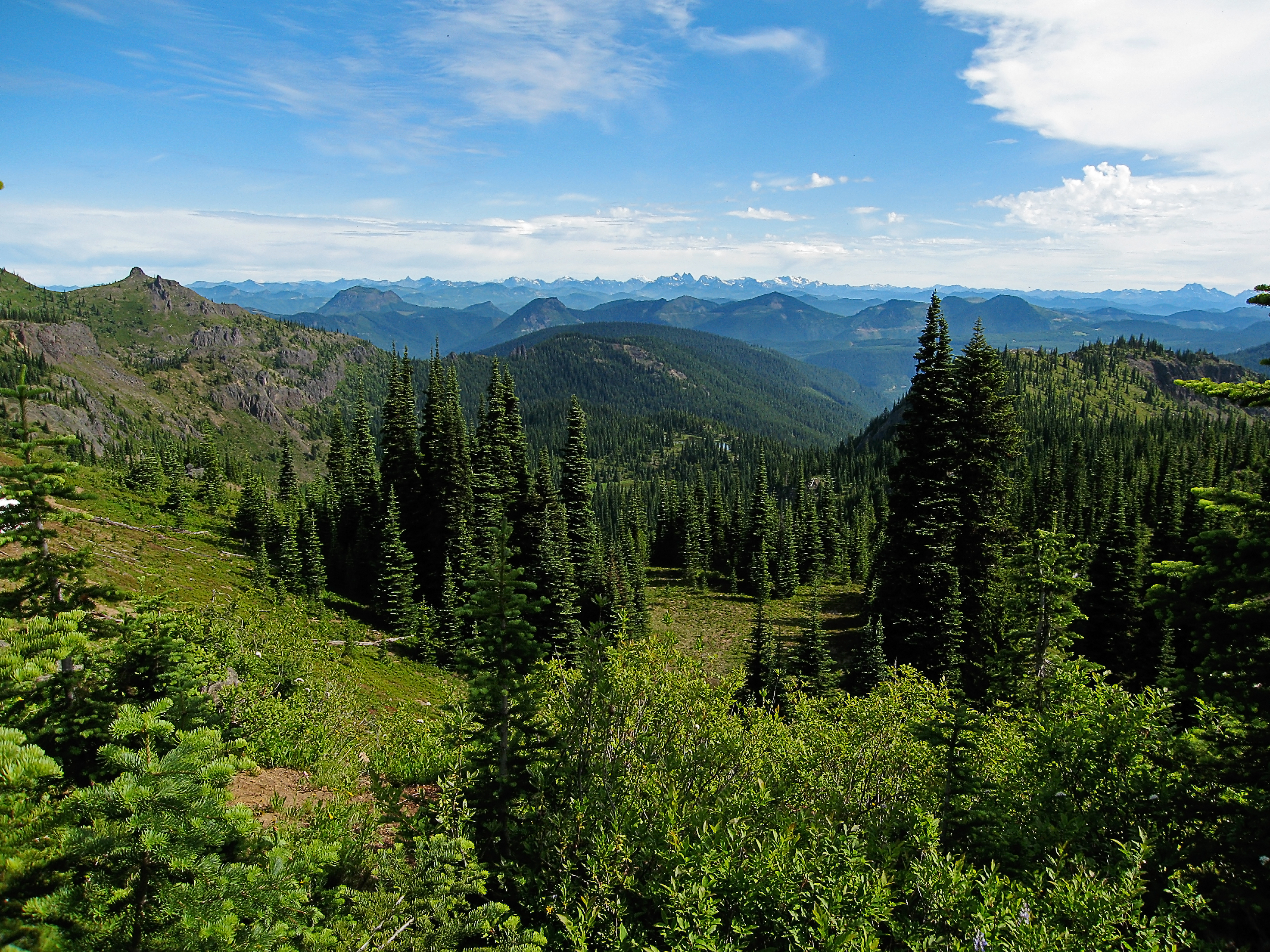
Quang cảnh ở Nam Washington từ đèo Snoqualmie nhìn về Bắc Cascade.

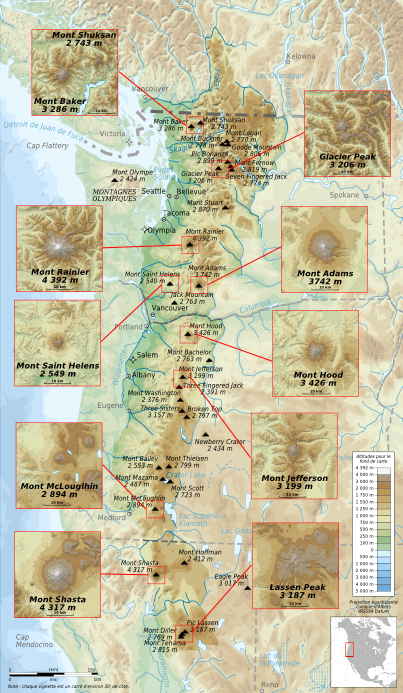
Một số núi lửa lớn trong dãy núi.

| Phân khu cấp 1         | Phân khu cấp 2                                | Phân khu cấp 3 | Đỉnh                | Độ cao  | Chú thích bản đồ |
| ---------------------- | --------------------------------------------- | --- | ------------------- | ------- | ---------------- |
| Bắc Cascade            | Phạm vi Bắc Cascade                           | Cao nguyên Nicoamen, khu vực Stoyoma-Lytton, nhóm sông Anderson, khu vực núi Thynne, khu vực phía bắc núi Hy Vọng                                                                                                | Núi Stoyoma         | 2.267 m | [A1]             |
| Bắc Cascade            | Chaînon Skagit                                | Chaînon Cheam, khu vực phía nam núi Hy Vọng, núi Hy Vọng (Hope), phần trước Chaînons, nhóm Custer-Chilliwack, khu vực dưới chân Twin Sisters, khối núi Baker-Shuksan, khu vực Bacon-Blum-Triumph, Chaînon Picket | Núi Baker           | 3.285 m | [A2]             |
| Bắc Cascade            | Chaînon Hozameen                              | Chaînon Bedded, Arête Manson, trung phần Chaînon Hozameen, về phía nam Chaînon Hozameen | Núi Jack            | 2.763 m | [A3]             |
| Bắc Cascade            | Chaînon Okanagan                              | Phía bắc Chaînon Okanagan, phía bắc đèo Washington, miền trung Pasayten, Chaînon Cathedral, Snowy-Windy-Chopaka, Chaînon Tiffany, khu vực d'Aeneas-Palmer, khu vực Loup Loup                                     | Núi Lago            | 2.665 m | [A4]             |
| Bắc Cascade            | Khu vực núi Loop                              | Núi Cultus, Round-Gee-Deer, khu vực White Chuck, Three Fingers-Whitehorse, bên trong núi Loop, khu vực Pilchuck, Arête Ragged, khu vực núi Cristo                                                                | Đỉnh Sloan          | 2.388 m | [A5]             |
| Bắc Cascade            | Miền trung của Bắc Cascade                    | Arête Ragged, khu vực Goode-Logan-Black, khối núi Eldorado, khối núi Buckner-Boston, khu vực Buckindy-Snowking, Crête Ptarmigan, khối núi Bonanza                                                                | Đỉnh Bonanza        | 2.899 m | [A6]             |
| Bắc Cascade            | Núi Methow                                    | Phía nam đèo Washington, Chaînon Gardner, phía nam núi Methow, Arête Sawtooth, phía nam núi Methow | Núi Bắc Gardner     | 2.730 m | [A7]             |
| Bắc Cascade            | Khu vực đỉnh núi Glacier-phía bắc đèo Stevens | Khối núi Glacier, Pugh-Black, Chaînon Dakobed, Arête Chiwawa, núi White, Arête Wenatchee, Wild Sky, Arête Nason                                                                                                  | Đỉnh Glacier        | 3.213 m | [A8]             |
| Bắc Cascade            | Núi Entiat                                    | Phần bắc núi Entiat, phần nam núi Entiat | Núi Fernow          | 2.819 m | [A9]             |
| Bắc Cascade            | Monts Chelan                                  | Phần bắc núi Chelan, phần nam núi Chelan | Đỉnh Cardinal       | 2.618 m | [A10]            |
| Nam Washington Cascade | Khu vực hồ Alpine                             | Khu vực Seattle-Everett, khu vực Index-Tolt, dĩa bắc-trung Snoqualmie, phía bắc đèo Snoqualmie, khu vực núi Daniel, Chikamin-Keechelus, Arête Kachess                                                            | Núi Daniel          | 2.426 m | [B1]             |
| Nam Washington Cascade | Núi Wenatchee                                 | Núi Chiwaukum, phía nam núi Wenatchee, Chaînon Stuart, khu vực Teanaway, Arêtes Mission-Naneum | Núi Stuart          | 2.870 m | [B2]             |
| Nam Washington Cascade | biểu tượng của Nam Cascade                    | Highline-West Seattle, Issaquah Alps, Cedar River-Sud du col de Snoqualmie, Huckleberry-Grass, Crête de la South Cascade centrale, Arêtes West Manashtash-Umtanum, Zone du Mont Aix                              | Núi Aix             | 2.367 m | [B3]             |
| Nam Washington Cascade | Khu vực núi Rainier                           | Miền bắc của núi Rainier, núi Sourdough, miền tây núi Rainier, khối núi Rainier, miền đông núi Rainier, khu tây-nam núi Rainier, Chaînon Tatoosh                                                                 | Núi Rainier         | 4.392 m | [B4]             |
| Nam Washington Cascade | Goat Rocks                                    | Goat Rocks | Đỉnh Gilbert        | 2.494 m | [B5]             |
| Nam Washington Cascade | Khu vực núi Saint Helens                      | Khu vực núi Saint Helens | Núi Saint Helens    | 2.549 m | [B6]             |
| Nam Washington Cascade | Khu vực núi Adams                             | Khu vực núi Adams | Núi Adams           | 3.742 m | [B7]             |
| Nam Washington Cascade | Phía bắc hẻm núi Columbia                     | Phía bắc hẻm núi Columbia | Lemei Rock          | 1.806 m | [B8]             |
| Oregon Cascade         | Khu vực núi Hood                              | Khu vực núi Hood | Núi Hood            | 3.426 m | [C1]             |
| Oregon Cascade         | Khu vực núi Jefferson                         | Khu vực núi Jefferson | Núi Jefferson       | 3.199 m | [C2]             |
| Oregon Cascade         | Khu vực "cổ áo" Santiam                       | Khu vực "cổ áo" Santiam | Three Fingered Jack | 2.390 m | [C3]             |
| Oregon Cascade         | Khu vực Sisters                               | Khu vực Sisters | Nam Sister          | 3.157 m | [C4]             |
| Oregon Cascade         | Khu vực Thung lũng Willamette                 | Khu vực Thung lũng Willamette | Đỉnh Diamond        | 2.665 m | [C5]             |
| Oregon Cascade         | Khu vực Hồ Crater                             | Khu vực Hồ Crater | Núi Thielsen        | 2.799 m | [C6]             |
| Oregon Cascade         | Nam Oregon Cascade                            | Nam Oregon Cascade | Núi McLoughlin      | 2.894 m | [C7]             |
| California Cascade     | Khu vực núi Shasta                            | Khu vực núi Shasta | Núi Shasta          | 4.317 m | [D1]             |
| California Cascade     | Miền trung của California Cascade             | Miền trung của California Cascade | Đỉnh Crater         | 2.647 m | [D2]             |
| California Cascade     | Khu vực đỉnh Lassen                           | Khu vực đỉnh Lassen | Đỉnh Lassen         | 3.187 m | [D3]             |

#### Các ngọn núi lửa lớn
Tiểu bang Washington

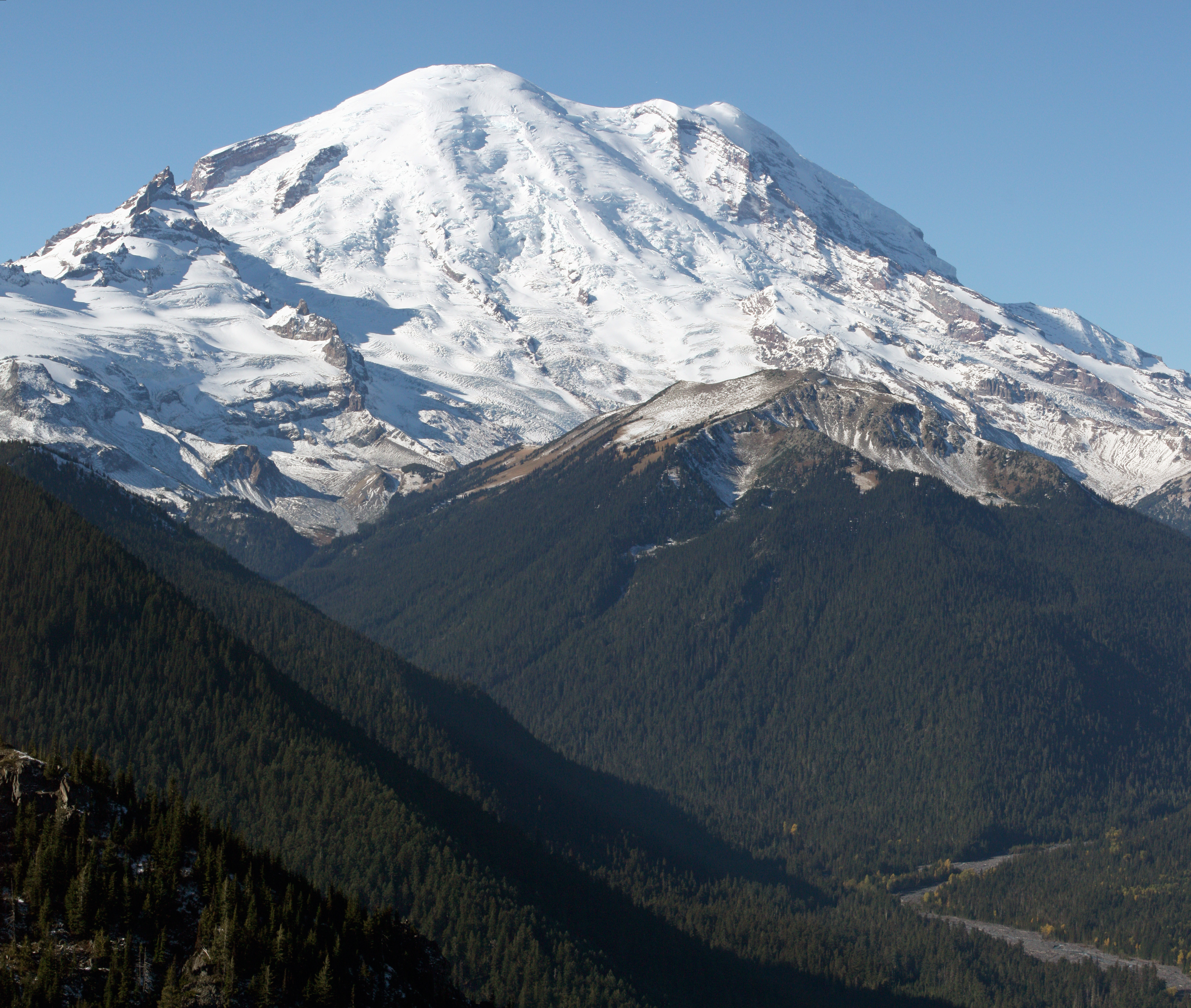
Quang cảnh núi Rainier nhìn từ phía đông-bắc.

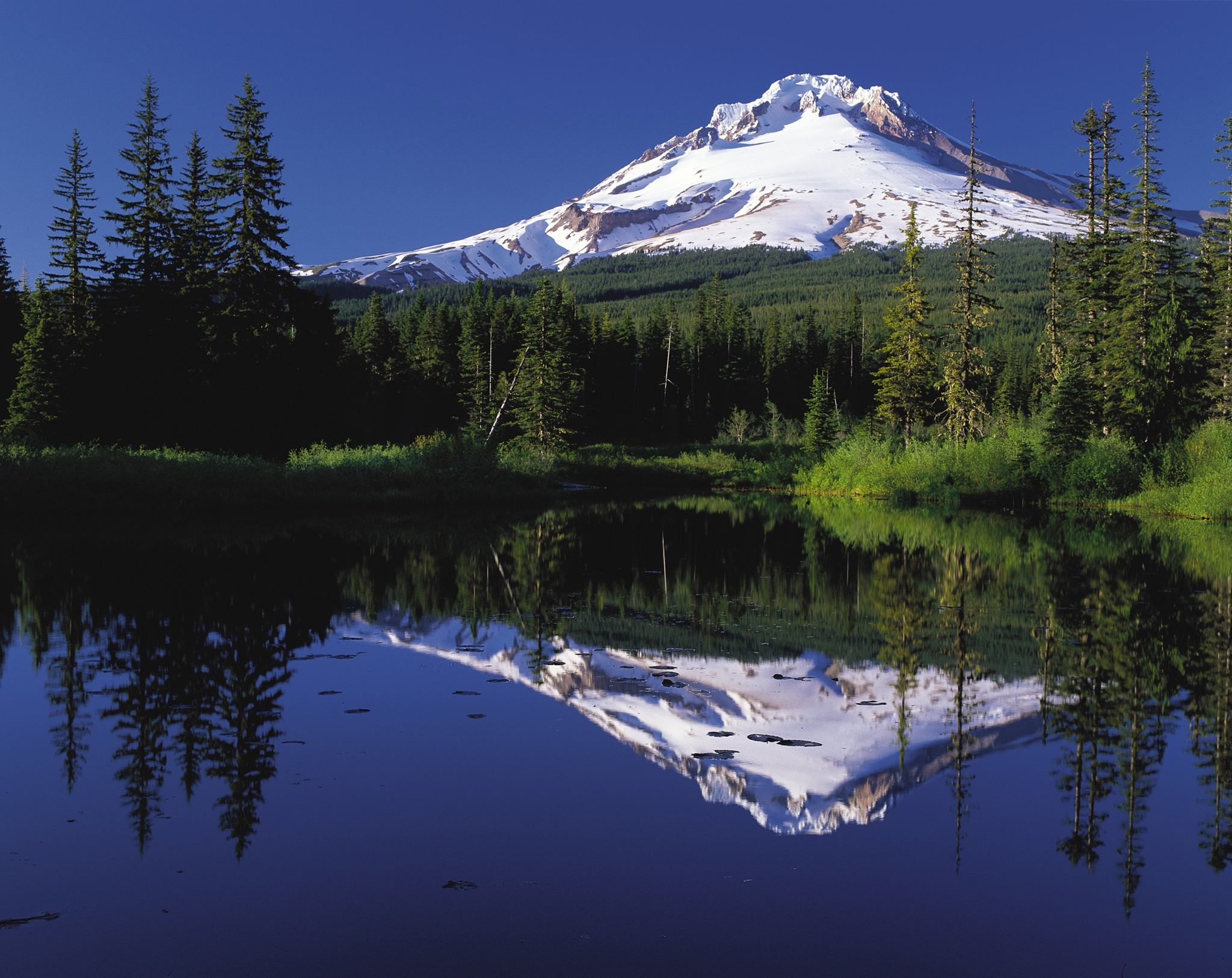
Quang cảnh núi Hood phản chiếu trong hồ Mirror.

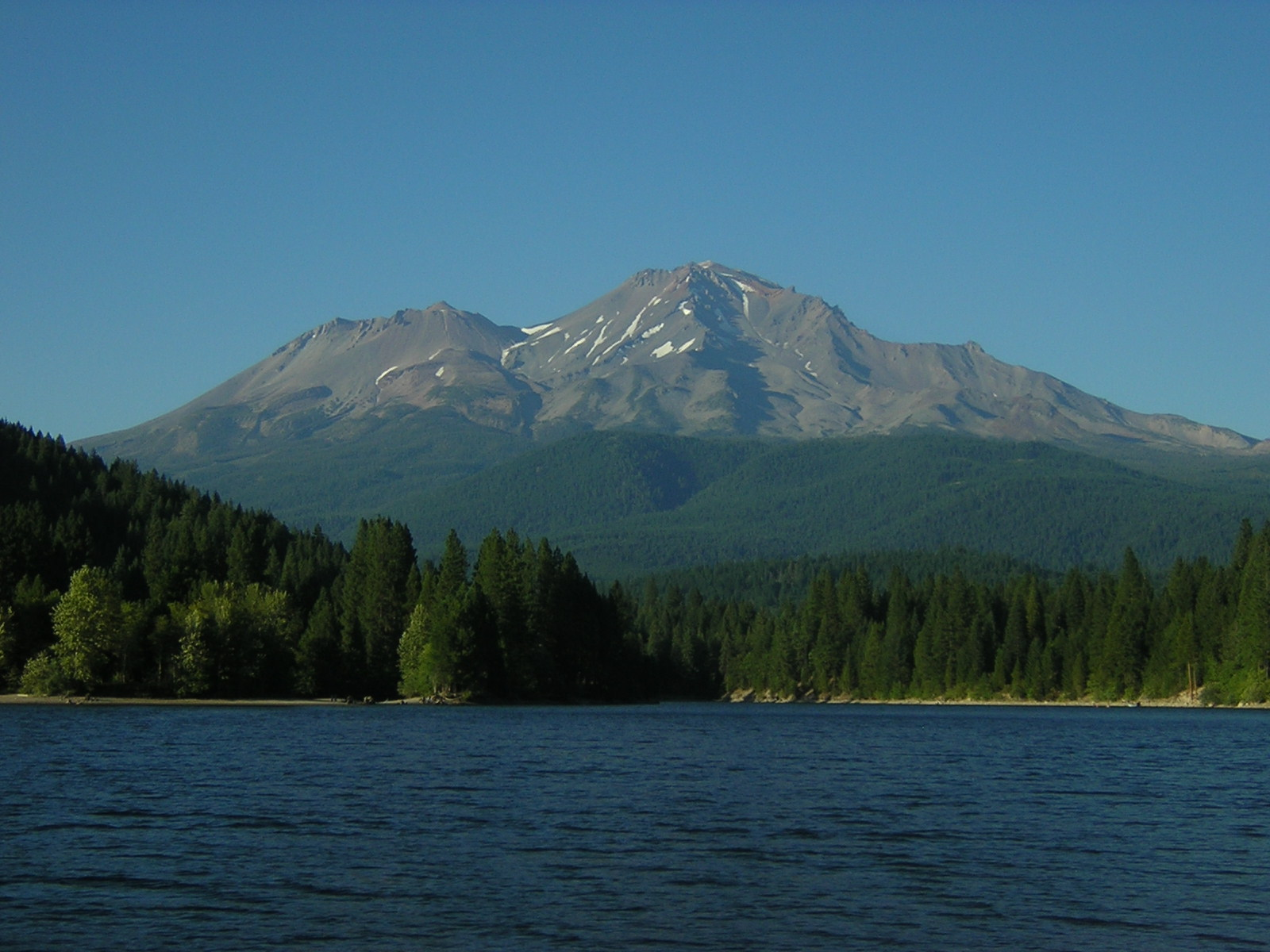
Núi Shasta nhìn từ hồ Siskiyou.

- Núi Rainier (4.392 m, Nam Washington Cascade/khu vực núi Rainier)
- Núi Adams (3.742 m, Nam Washington Cascade/khu vực núi Adams)
- Núi Baker (3.285 m, Bắc Cascade/Chaînon Skagit)
- Đỉnh Glacier (3.213 m, Bắc Cascade/khu vực đỉnh Glacier-phía nam đèo Stevens)
- Núi Saint Helens (2.549 m, Nam Washington Cascade/Khu vực núi Saint Helens)

Oregon

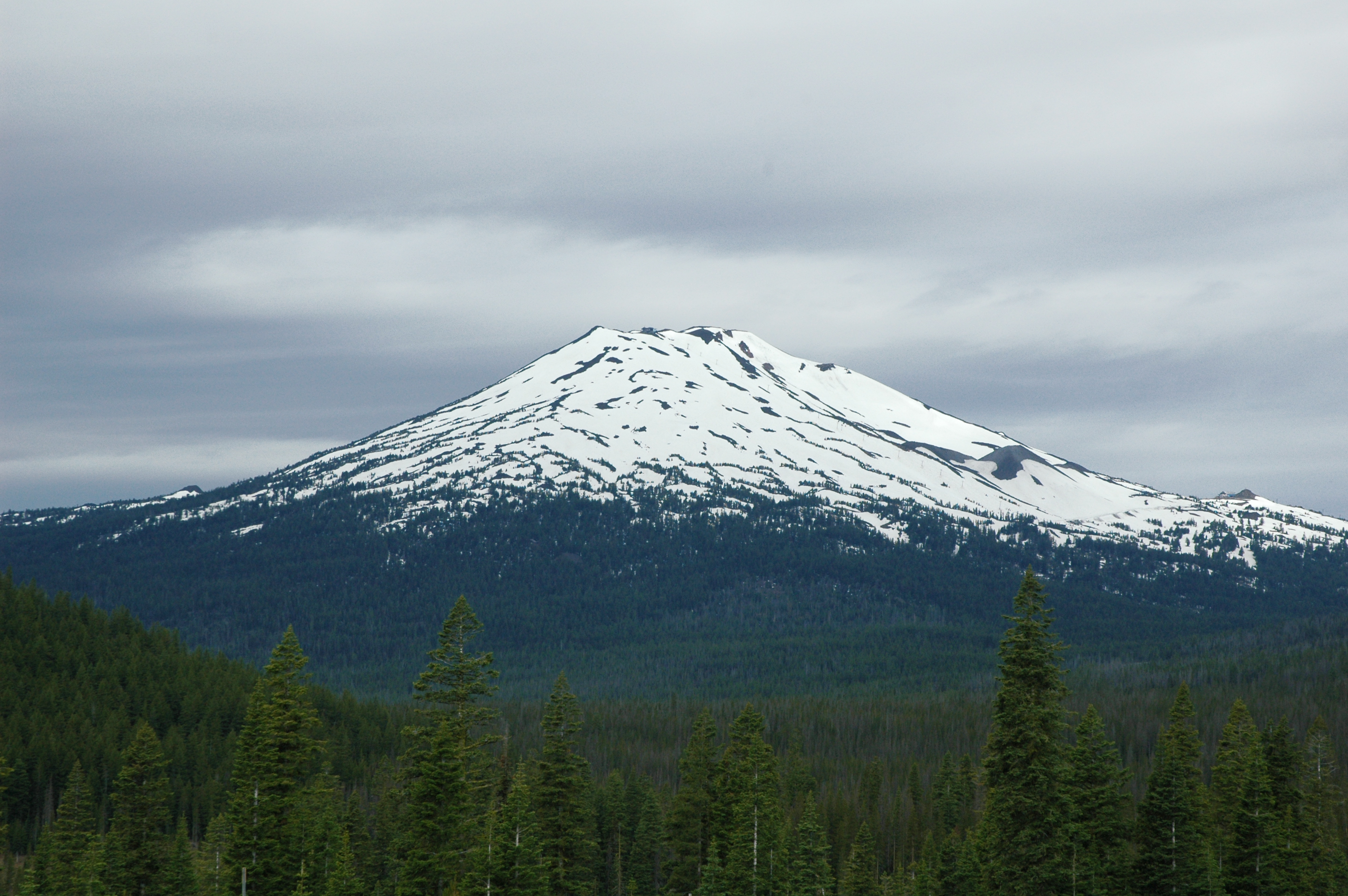
Núi Bachelor

- Núi Hood (Bản mẫu:Unité, Oregon Cascade/Khu vực núi Hood)
- Núi Jefferson (3.199 m, Oregon Cascade/Khu vực núi Jefferson)
- Three Sisters (3.157 m, Oregon Cascade/Khu vực Sisters)
- Núi McLoughlin (2.894 m, Oregon Cascade/Nam Oregon Cascade)
- Núi Thielsen (2.799 m, Oregon Cascade/Khu vực hồ Crater)
- Broken Top (2.797 m, Oregon Cascade/Khu vực Sisters)
- Núi Bachelor (2.764 m, Oregon Cascade/Khu vực Sisters)
- Đỉnh Diamond (2.665 m, Oregon Cascade/Khu vực đèo Willamette)
- Núi Bailey (2.553 m, Oregon Cascade/Khu vực hồ Crater)
- Núi Scott (2.723 m, Oregon Cascade/Khu vực hồ Crater)
- Núi Mazama (2.487 m, Oregon Cascade/Khu vực hồ Crater)
- Cratère Newberry (2.434 m, Oregon Cascade/Khu vực hồ Crater)
- Three Fingered Jack (2.391 m, Oregon Cascade/Khu vực đèo Santiam)
- Núi Washington (2.376 m, Oregon Cascade/Khu vực đèo Santiam)

California
- Núi Shasta (4.317 m, California Cascade/Khu vực núi Shasta)
- Đỉnh Lassen (3.187 m, California Cascade/Khu vực đỉnh Lassen)
- Núi Tehama (2.815 m, California Cascade/Khu vực đỉnh Lassen)
- Núi Hoffman (2.412 m, California Cascade/Miền trung của California Cascade)

#### Các ngọn núi chính khác
Washington
- Đỉnh Bonanza (2.899 m, Bắc Cascade/Miền trung của Bắc Cascade)
- Núi Stuart (2.870 m, Nam Washington Cascade/Núi Wenatchee)
- Núi Fernow (2.819 m, Bắc Cascade/Núi Entiat)
- Núi Goode (2.806 m, Bắc Cascade/Miền trung của Bắc Cascades)
- Núi Shuksan (2.782 m, Bắc Cascade/Chaînon Skagit)
- Núi Buckner (2.778 m, Bắc Cascade/Miền trung của Bắc Cascades)
- Seven Fingered Jack (2.774 m, Bắc Cascade/Núi Entiat)
- Núi Logan (2.770 m, Bắc Cascade/Miền trung của Bắc Cascades)
- Núi Jack (2.763 m, Bắc Cascade/Chaînon Hozameen)

California
- Đỉnh Eagle (2.811 m, California Cascades/khu vực đỉnh Lassen)
- Núi Diller (2.769 m, California Cascades/khu vực đỉnh Lassen)

### Nước

Bản đồ lưu vực sông của các nhánh chính của sông Columbia: dòng sông chảy về hướng đông của dãy núi từ Bắc Cascade đến Three Sisters.

Chỉ có ba con sông băng ngang qua dãy núi Cascade, hướng đông sang tây: đó là hướng bắc vào nam của sông Columbia và sông Klamath, và sông Pit (một nhánh tả ngạn của sông Sacramento). Nhìn chung không có một nhánh nào là quan trọng. Sông Williamson chảy ở hữu ngạn, thượng nguồn của sông Klamath và chạy dọc theo rìa phía đông của dãy núi. Một số phụ lưu khác là một phần của sông Columbia chảy một phần phía đông của Cascades: sông Okanagan và phụ lưu của nó ở hữu ngạn sông Similkameen nơi giáp ranh Bắc Cascades, như sông Methow, sông Wenatchee và sông Yakima, cả bốn ở bên hữu ngạn; và sông Deschutes ở tả ngạn. Bốn lưu vực lớn của Columbia bao gồm một phần phía tây của Cascades, cụ thể ở tả ngạn của sông Sandy và các nhánh của nó là sông Salmon, sông Bull Run, và sông Willamette, từ các nguồn của nó ở phía Bắc và Trung Fork, và các nhánh của nó ở hữu ngạn, như sông McKenzie, sông Calapooia, Bắc và Nam Santiam, sông Molalla và sông Clackamas; và hữu ngạn của sông Lewis và sông Cowlitz. Ngoài ra, sông Fraser đóng vai trò là ranh giới tự nhiên với dãy núi Coast ở cuối phần phía bắc của Cascades. Trong số các con sông lớn khác có nguồn trong dãy núi, tất cả đều ở sườn phía tây, chảy từ bắc xuống nam như sông Skagit, sông Skykomish, sông Snoqualmie, sông Green, sông Puyallup và sông White và nhánh sông Nisqually của nó ở Tiểu bang Washington; Bắc và Nam Umpqua và sông Rogue ở Oregon.

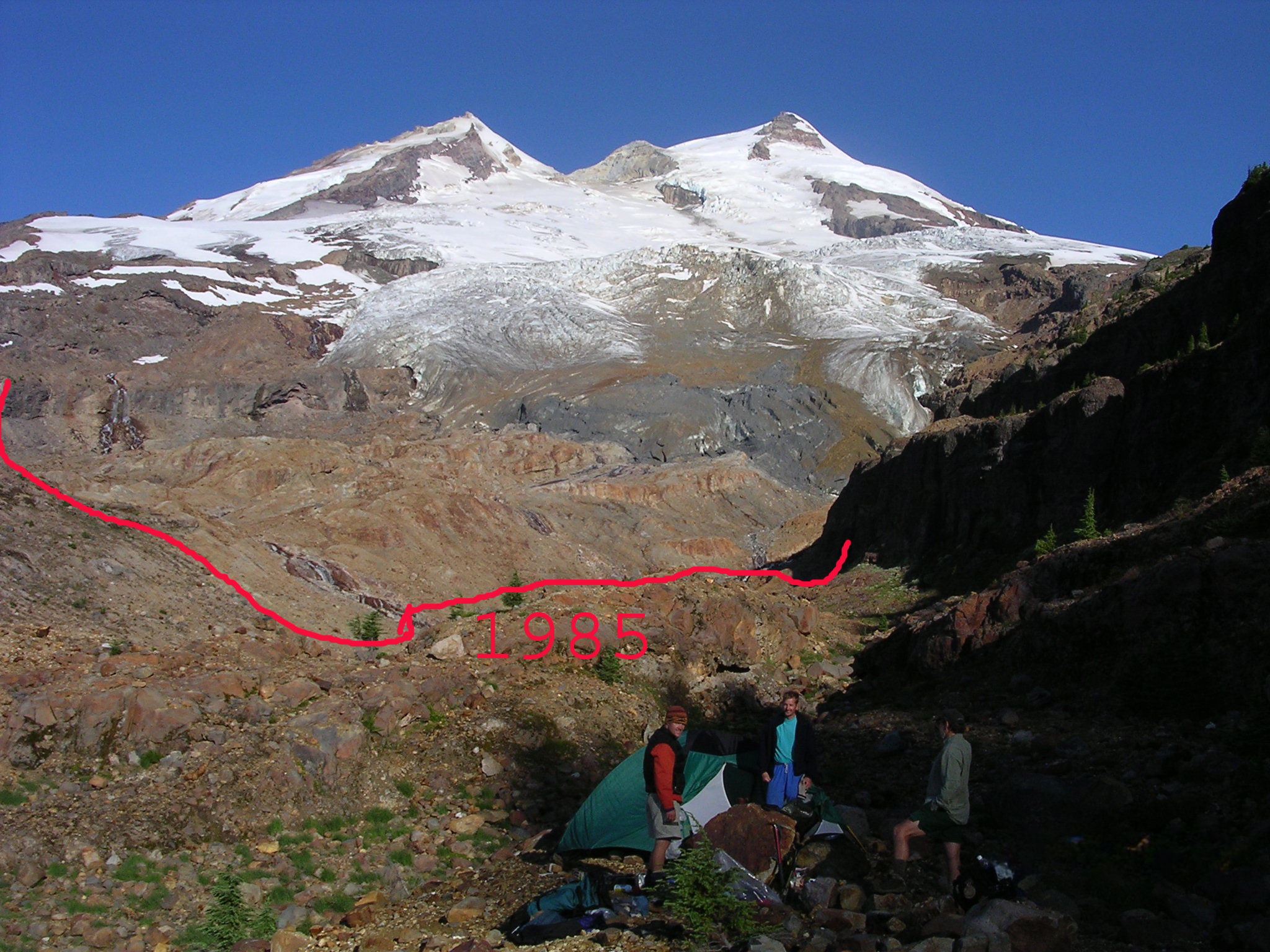
Sông băng Boulder trên Núi Baker trong năm 2003 và so sánh với sự thay đổi của các mặt băng trong năm 1985.

Ngoài Alaska, hệ thống Sông băng của dãy Cascade là lớn nhất ở Mỹ. Đặc biệt tập trung ở Bắc Cascade. Do đó, núi Rainier đạt một số kỷ lục: hai mươi lăm sông băng bao phủ khoảng 100 km²; dài nhất trong đó, Emmons Glacier dài 7,2 km và xuống ở độ cao 3.700 mét so với mực nước biển. Các ngọn núi ở Oregon, núi Jefferson, Three Fingered Jack, Three Sisters và Broken Top đều có Sông băng. Bắc Cascade có khoảng 700 sông băng cho đến năm 1980, trong đó 312 nằm trong Vườn Quốc gia Bắc Cascades. Những dòng sông băng này cung cấp 25% lượng nước cho các dòng sông trong những tháng mùa hè. Tuy nhiên, chúng đang trong giai đoạn sụt giảm nhanh chóng. Từ năm 1984 đến 2008, một nghiên cứu thu thập 47 mẫu băng cho thấy độ dày trung bình băng giảm 14 mét, chiếm 20 đến 40% thể tích của các sông băng. Một số đã phải trải qua một sự sụt giảm độ dày băng tích lũy. Điều này cản trở bất kỳ sự ổn định nào do quá trình sụt giảm của chúng, do đó nhiều sông trong số chúng, bao gồm Spider Glacier và Lewis Glacier đã biến mất hoàn toàn từ đầu những năm 1990 cho đến giữa những năm 2000. Sông băng Lyman sẽ chịu chung số phận trong 30 đến 50 năm nữa. Sự sụt giảm này có thể được giải thích bởi sự sụt giảm 25% lượng mưa mùa đông kể từ năm 1946 và nhiệt độ trong vùng tăng 0,8°C kể từ năm 1985.

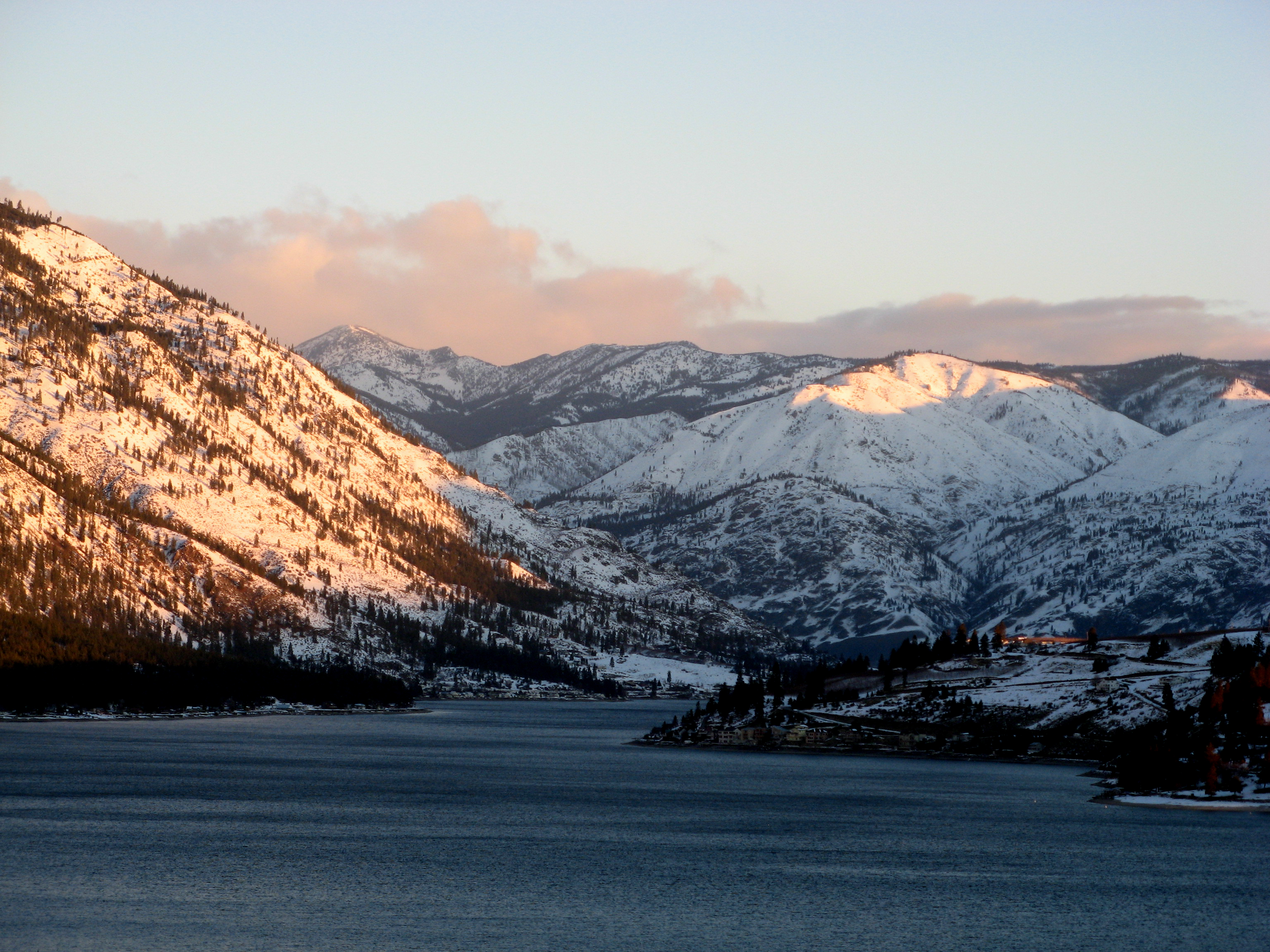
Nhìn từ hồ Chelan.

Các hồ chứa nước giữ nước từ tuyết tan chảy để sản xuất thủy điện, làm thủy lợi, sản xuất năng lượng cho các trang trại cá hồi và đáp ứng nhu cầu sử dụng trong nước. Hồ nước nhân tạo Ross, được tạo ra bởi đập cùng tên trên sông Skagit về phía bắc Washington, dài 37 km chảy vào lãnh thổ Canada. Hồ Chelan, có từ thời kỳ băng hà nhỏ dài khoảng 150 km, có đặc điểm: có độ sâu tối đa 118 mét dưới mực nước biển, với độ cao bề mặt là 335 mét. Hồ Crater là hõm chảo của núi Mazama, nó là hồ sâu nhất ở Mỹ với độ sâu 589 mét. Hồ Klamath tạo nên từ những thác nước lớn nhất của dãy núi, nằm ở chân núi phía đông. Trong số các hồ nước lớn khác, hồ Almanor và hồ Eagle nằm ở cuối phía nam của dãy. Hồ Waldo, hồ Odell và hồ dự trữ Wickiup nằm giữa Newberry Crater ở phía đông, Diamond Peak ở phía nam và núi Bachelor ở phía bắc. Hồ Spirit trên sườn phía bắc của núi St. Helens tràn ngập dung nham sau vụ phun trào năm 1980 nhưng dòng chảy đã nhanh chóng lấp đầy một lần nữa, nhiều đến nỗi chúng phải được rút nước bởi một khe hở nhân tạo để nó không đe dọa làm sập đập của các mảnh vụn núi lửa.

### Địa chất
Từ cuối Kỷ Tam Điệp và đầu Kỷ Jura, khoảng 200 triệu năm trước, Bắc Mỹ tách ra từ Laurasia và trôi dạt về phía tây. Các vụ va chạm lục địa tạo thành Cung núi lửa, địa chất tích tụ và dồn vào địa khu dọc theo bờ biển, cũng như sự hút chìm do mắc ma. Đến nay, lục địa đã mở rộng thêm 650 km.

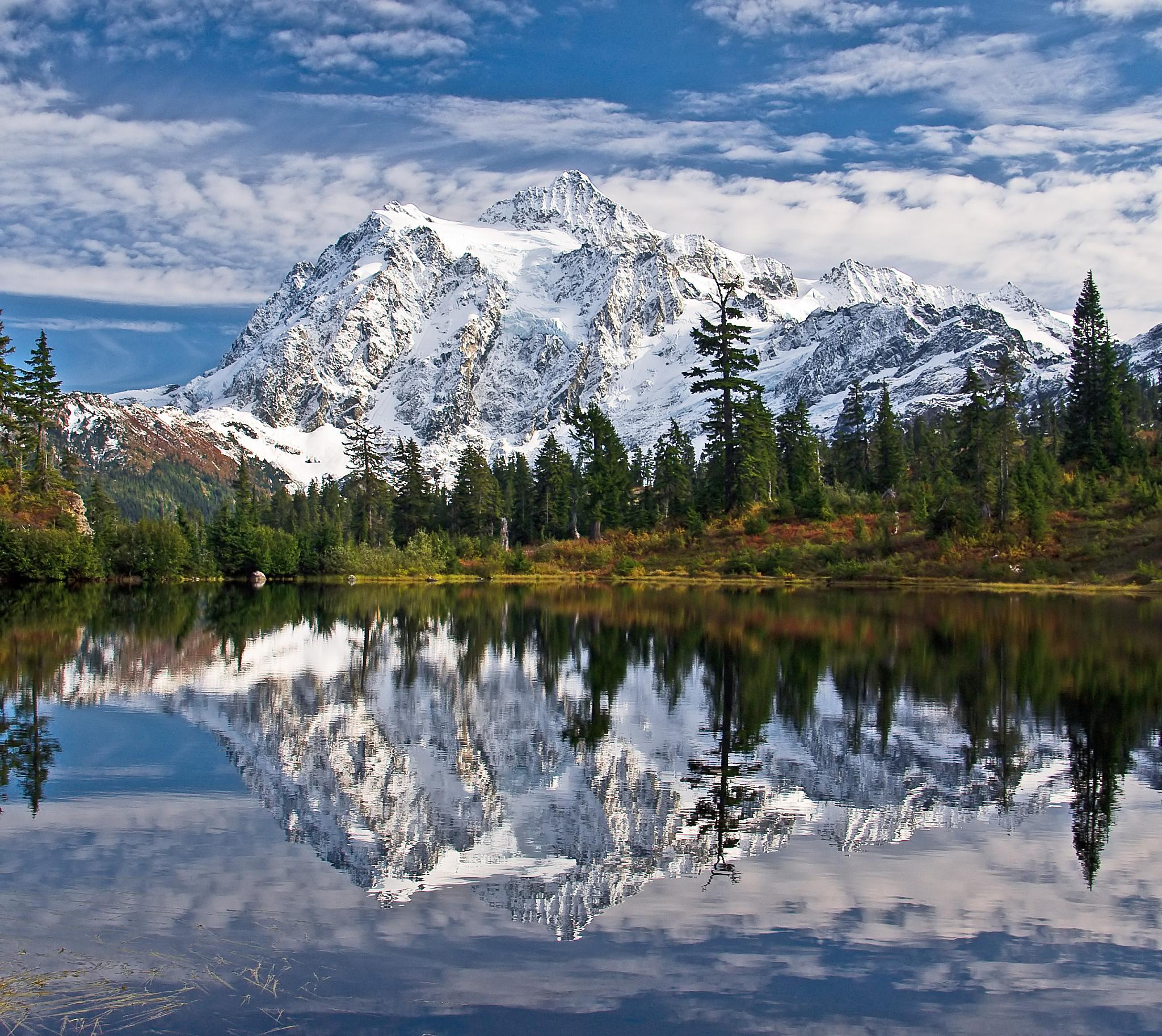
Quang cảnh núi Shuksan từ Hồ Picture.

Trong khoảng từ 115 đến 57 triệu năm trước, mảng Farallon di chuyển về phía đông bắc. Một vết nứt xuất hiện ở địa tầng của California, khoảng 90 đến 80 triệu năm trước, gây ra sự phân tách của mảng Kula và sự hút chìm của nó dưới lục địa về phía đông. Sự đứt gãy hình thành bởi vị trí của hồ Ross là giới hạn giữa bờ biển cũ và các rìa của mảng địa chất. Các núi lửa liên quan đến hoạt động hút chìm từ lâu đã biến mất do ảnh hưởng của tình trạng xói mòn. Mặt khác, các pluton granit đã nổi lên trên bề mặt để tạo thành batholith của dãy núi Coast và một phần của Bắc Cascades. Các trầm tích đại dương lắng đọng, chịu áp suất mạnh mẽ đã biến chất thành các đá phiến và micaschists; tương tự như vậy, một số đá granit biến chất chuyển thành gneis. Sự nóng chảy một phần của hỗn hợp đá granit và trầm tích tạo ra migmatit của ngọn núi Chelan thuộc chuỗi Skagit ở Bắc Cascades. Kết quả của sự xói mòn của những tảng đá này nằm ở chân đồi tạo thành cuội kết, acco, sa thạch và grauwacke, đá bảng và bột kết. Trong khoảng từ 50 đến 40 triệu năm trước, diễn ra sự dịch chuyển của mảng Kula một cách đáng kể đến Alaska về phía bắc dọc theo ranh giới chuyển dạng. Trong giai đoạn chuyển tiếp này, sự lắng tụ của đáy đại dương và nền đá bazan định hình những ngọn núi trong tương lai của dãy núi Olympic và mảng Farallon ở Tây Bắc Thái Bình Dương.
Hoạt động địa chất hình thành nên dãy núi Cascade bắt đầu từ 36 triệu năm trước. Phần còn lại của mảng Farallon được gọi là mảng Juan de Fuca. Vòng cung núi lửa Cascades xuất hiện từ hoạt động hút chìm mới. Nếu như địa mạo của chuỗi địa hình không liên quan gì đến vẻ ngoài hiện tại của nó thì đá núi lửa bắn ra trong thời gian Thế Oligocen chiếm ưu thế trong việc tạo ra vẻ ngoài của nó. Khi hoạt động của núi lửa sụt giảm trong thời gian từ 17 đến 12 triệu năm trước, trong Thế Miocen một lượng bazan khổng lồ đổ vào Lưu vực Columbia hiện tại. Dãy núi ngày nay được thiết lập từ 7 đến 5 triệu năm, vào đầu Thế Pliocen. Với sự phân tách đồng thời của mảng Explorer và sự trồi lên của khu vực hút chìm, góc đới Wadati-Benioff tăng lên. Ma sát trở nên mãnh liệt hơn, áp suất tăng lên và núi lửa lại tiếp tục phun. Bắc Cascades có sự xuất hiện của một cao nguyên chuyển từ dãy núi Coast về phía bắc. Các núi lửa High Cascades chính được sinh ra trong khoảng từ 3 triệu năm đến 140.000 năm trước. Có sự khác biệt từ bắc đến nam về hoạt động của núi lửa trong Tiểu bang Washington, hầu hết trong số đó là núi lửa dạng tầng Andesit, ngoại trừ núi Adams ở Oregon, một số ngọn núi trong đó trải trên một dải rộng từ 40 đến 50 km, có nhiều bazan và đá quý xen kẽ, hình nón núi lửa, núi Jefferson, Three Sisters, Broken Top và các núi Mazama đã giải phóng dacit Rhyolit thành Luồng mạt vụn núi lửa; trong bang California có ngọn núi lửa hình khiên bazan duy nhất trong chuỗi, Medicine Lake. Sự xói mòn của những tảng đá thành dăm đá có từng lớp dính nhau và tuff, sa thạch và bột kết cũng có mặt trong các thung lũng. Sự hội tụ giữa các mảng Bắc Mỹ và Juan de Fuca tiếp tục với tốc độ khoảng bốn cm mỗi năm, suy giảm từ hai đến ba cm mỗi năm trong giai đoạn 7 triệu năm.
Trong hai triệu năm qua, ít nhất bốn lần Kỷ băng hà đã làm tăng dải băng trên vùng gần biên giới Canada - Hoa Kỳ hiện nay. Từ 18.000 đến 10 hoặc 12.000 năm trước, Kỷ băng hà cuối cùng dải băng rộng nhất, chúng được biết đến với tên địa phương là Vashon, được đặt tên là Đảo Vashon trong Puget Sound, kéo dài ngang qua bang Washington. Ở phía tây của phạm vi, nó bao phủ địa điểm Seattle dày 900 đến 1.000 mét và Bellingham gần gấp đôi, để lại những mỏ đất sét và sỏi khổng lồ. Về phía đông, băng tăng độ dày định kỳ tạo ra các hồ chắn tự nhiên trên sông Columbia, dẫn đến lũ lụt lớn. Những thời kỳ băng hà lục địa và một số sự kiện khí hậu địa phương đã tạo nên Bắc Cascades.

### Khí hậu

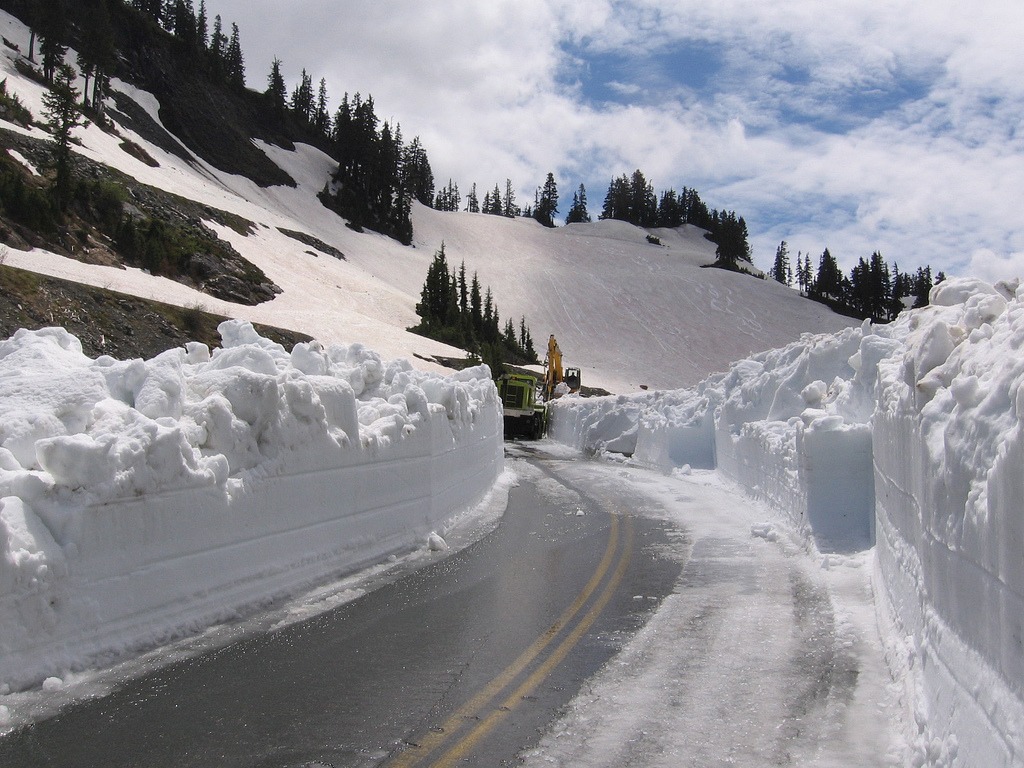
Quang cảnh một con đường đang được dọn tuyết trên núi Baker.

Khí hậu trên dãy núi Cascade là ôn đới. Do vị trí gần với Thái Bình Dương nên gió tây là chủ yếu, các sườn phía tây của dãy chịu ảnh hưởng của đại dương với lượng mưa tương đối cao. Vào mùa hè, một cơn bão Bắc Thái Bình Dương thổi vào mang lại không khí khô ráo, trong lành; Tuy nhiên, từ tháng Mười đến tháng Tư, một khu vực áp suất thấp hoạt động và khối không khí ẩm mang mưa đến phía tây nam, kết quả là lượng mưa hàng năm vượt quá 4.000 mm ở nhiều vùng. Từ những lượng mưa này dẫn đến tuyết rơi đáng kể ở độ cao 600 mét so với mực nước biển. Điển hình như núi Baker đã trải qua đợt tuyết rơi cao nhất trong một mùa ở Hoa Kỳ, ngoại trừ Alaska, với 29 mét tuyết tích tụ trong mùa đông 1998 - 1999, vượt qua kỷ lục trước đó là 28,5 mét tại núi Rainier trong năm 1971 - năm 1972. Do đó, hầu hết High Cascades được bao phủ bởi tuyết trong suốt năm. Nhiệt độ hiếm khi dưới -10 °C và lớn hơn 25 °C. Sự khác biệt giữa ngày và đêm là vừa phải, do ảnh hưởng của đại dương.
Lượng mưa trung bình hàng năm dưới 200 mm ở chân núi phía đông do hiện tượng bóng mưa. Tại hồ Crater, 90% lượng mưa rơi giữa 1 tháng Mười và tháng 31 tháng Năm. Khí hậu mang tính chất Lục địa, nhiệt độ mùa thay đổi rõ rệt hơn và gió hoạt động mạnh hơn. Nhiệt độ cực đoan được biết đến trong dãy núi luôn luôn xuất phát từ điều kiện khí quyển với hệ thống áp suất cao phía bắc, trung tâm hoặc phía đông của Cascades, gây ra luồng không khí nội địa thổi về phía tây.

## Dân cư

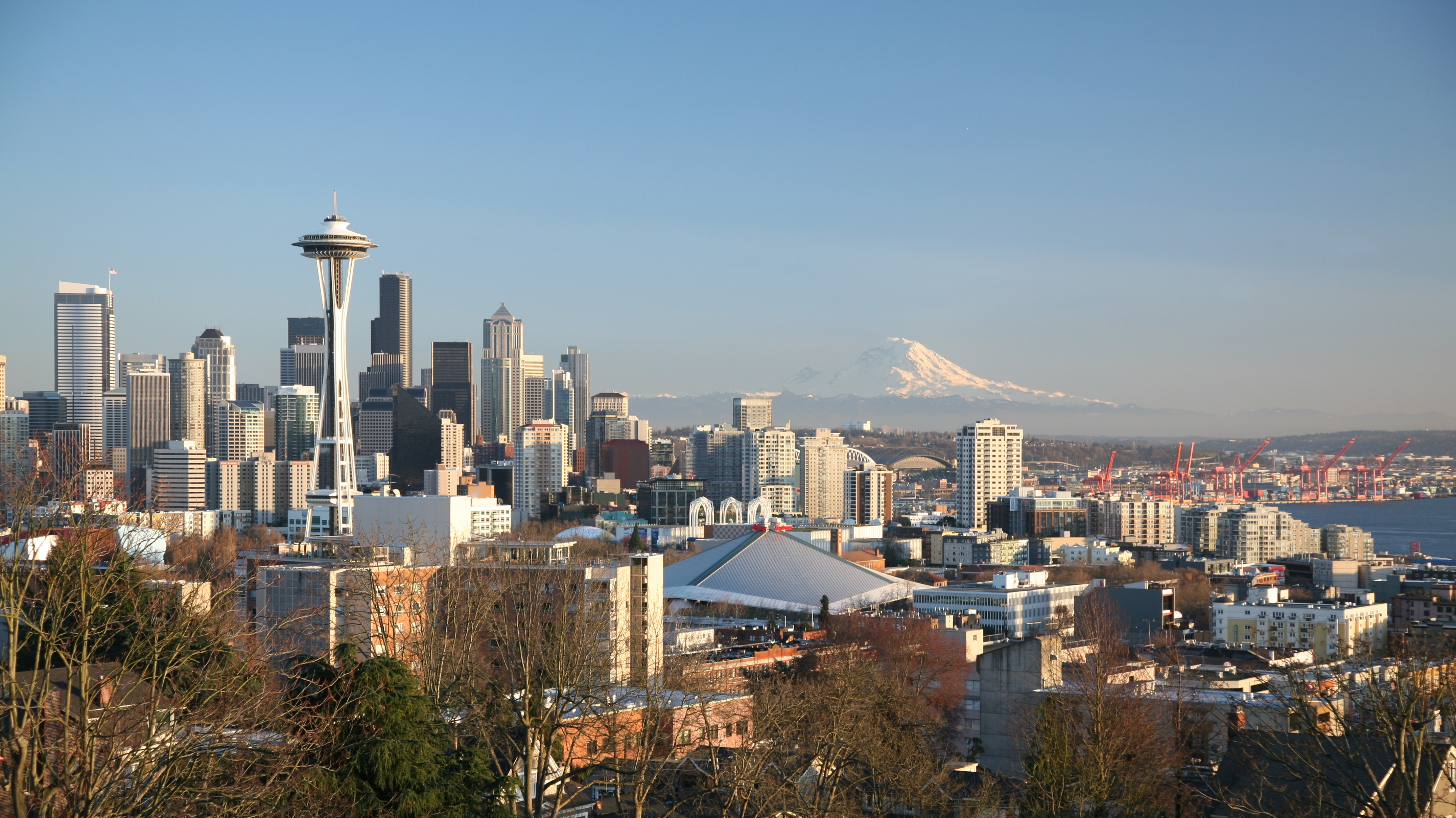
Quang cảnh Seattle, đô thị lớn nhất ở vùng ngoài của dãy núi, với Núi Rainier ở phía sau.

Các đô thị chính nằm ở vùng ngoại ô dãy Cascade bao gồm Abbotsford (124.000 cư dân) ở British Columbia, Everett (102.000 cư dân), Seattle (602.000 cư dân), Bellevue (102.000 cư dân), Tacoma (201.000 cư dân) và Vancouver (158.000 cư dân) ở bang Washington, Portland (556.000 cư dân), Salem (155.000 cư dân) và Eugene (154.000 cư dân).) ở Oregon, Redding (107.000 cư dân) ở California. Tất cả những đô thị này phần lớn hướng ra biển và được bao quanh bởi các trang trại ngũ cốc và sữa, nằm trên sườn phía tây của Cascades. Không có thành phố nào vượt quá 100.000 dân trên sườn phía đông của dãy núi; hai đô thị lớn nhất là Yakima (72.000 cư dân) ở bang Washington và Bend (75.000 cư dân) ở Oregon. Các hoạt động tập trung nhiều hơn vào việc trồng cây ăn quả và chăn nuôi cừu. Phần nội địa của dãy núi hầu như không có người ở; chỉ có một vài thung lũng có ít dân cư sinh sống, phần lớn vẫn còn nguyên sơ và chưa được khám phá.

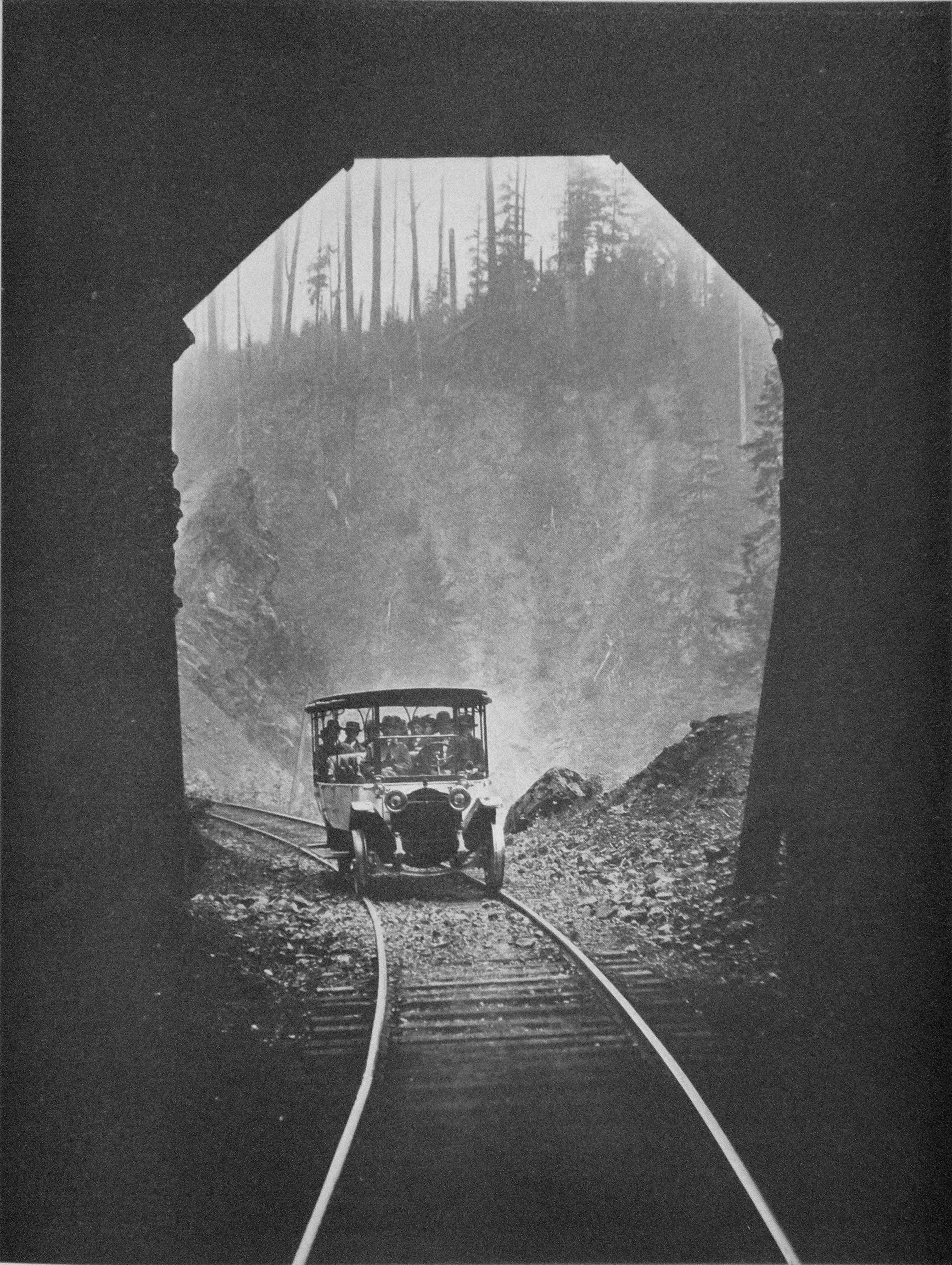
Ảnh chụp vào năm 1916, một chiếc xe chạy trên đường ray xe lửa băng qua đường hầm hướng về Monte Cristo.

Sự xuất hiện của các khu vực định cư dẫn đến nhanh chóng việc thay đổi môi trường và làm thay đổi linh hoạt hoạt động kinh tế; Phố ma cũng hiện diện tại vài điểm trong khu vực. Một trong những ví dụ nổi bật nhất là Monte Cristo nằm ở độ cao 842 mét so với mực nước biển bên trong lưu vực sông Sauk, trong những năm 1890 đã được xây lên và chứng kiến bùng nổ dân số lên tới hàng ngàn cư dân. John Davison Rockefeller và công ty của ông sở hữu hai phần ba lô đất tốt nhất. Hơn 200 mỏ bạc được xây lên trong vài tháng với sự xuất hiện của đường sắt, nhưng sau đó chúng liên tục bị lũ lụt nhấn chìm và cuối cùng bị bỏ hoang. Vào đầu thế kỷ, thành phố gần như bị bỏ hoang bởi Cơn sốt vàng Klondike. Cơ sở chính thức cuối cùng đã bị đốt cháy vào năm 1983.
Dân số Cascade rất phức tạp và nhiều nguồn hỗn hợp. Làn sóng nhập cư đầu tiên, sau khám phá của Công ty Vịnh Hudson, chủ yếu đến từ vùng Trung Tây Hoa Kỳ: Illinois, Wisconsin, Indiana, Kansas, Ohio và Nebraska. Sau đó, người nhập cư khác bị thu hút đến các khu vực miền núi này: người Scandinavi ở phía tây thuộc các khu vực dãy núi nằm gần đại dương, người Đức vào những năm 1880 và 1890 chủ yếu định cư ở Quận Snohomish, Washington, sau đó là người Canada gần Mineral dưới chân núi Rainier. Chỉ những người nhập cư từ Bắc Carolina và Tennessee định cư từ những năm 1910 ở tây bắc và tây nam của tiểu bang Washington, dân số của họ sau đó đã tăng lên khoảng 3.000 người, họ thích giữ truyền thống của họ từ vùng Appalachi. Những lối sống này rõ nét trong việc xây dựng công trình bằng gỗ. Tai nạn thường xảy ra ở vùng núi Cascade.

## Lịch sử

### Khu định cư của thổ dân
Thổ dân châu Mỹ đã sống ở vùng Cascades trong hàng ngàn năm nay. Dấu vết định cư lâu đời nhất bắt đầu từ giai đoạn cuối cuộc băng hà lớn cuối cùng, 11.000 năm trước.
Các bộ tộc chính của họ sống lan dần theo sườn của dãy núi từ bắc vào nam bao gồm Nooksacks, Nlaka'pamux, Okanagan, Wenatchi, Skagit, Duwamish, Kittitas, Puyallups, Yakamas, Klickitat, Cowlitz, Chinook, Molala, Warm Springs, Hunipui, Kalapuyas, Yahooskin, Klamaths, Takelma, Modocs, Shastas, Achomawi, Wintu, Atsugewi, Yanas, Maidu.

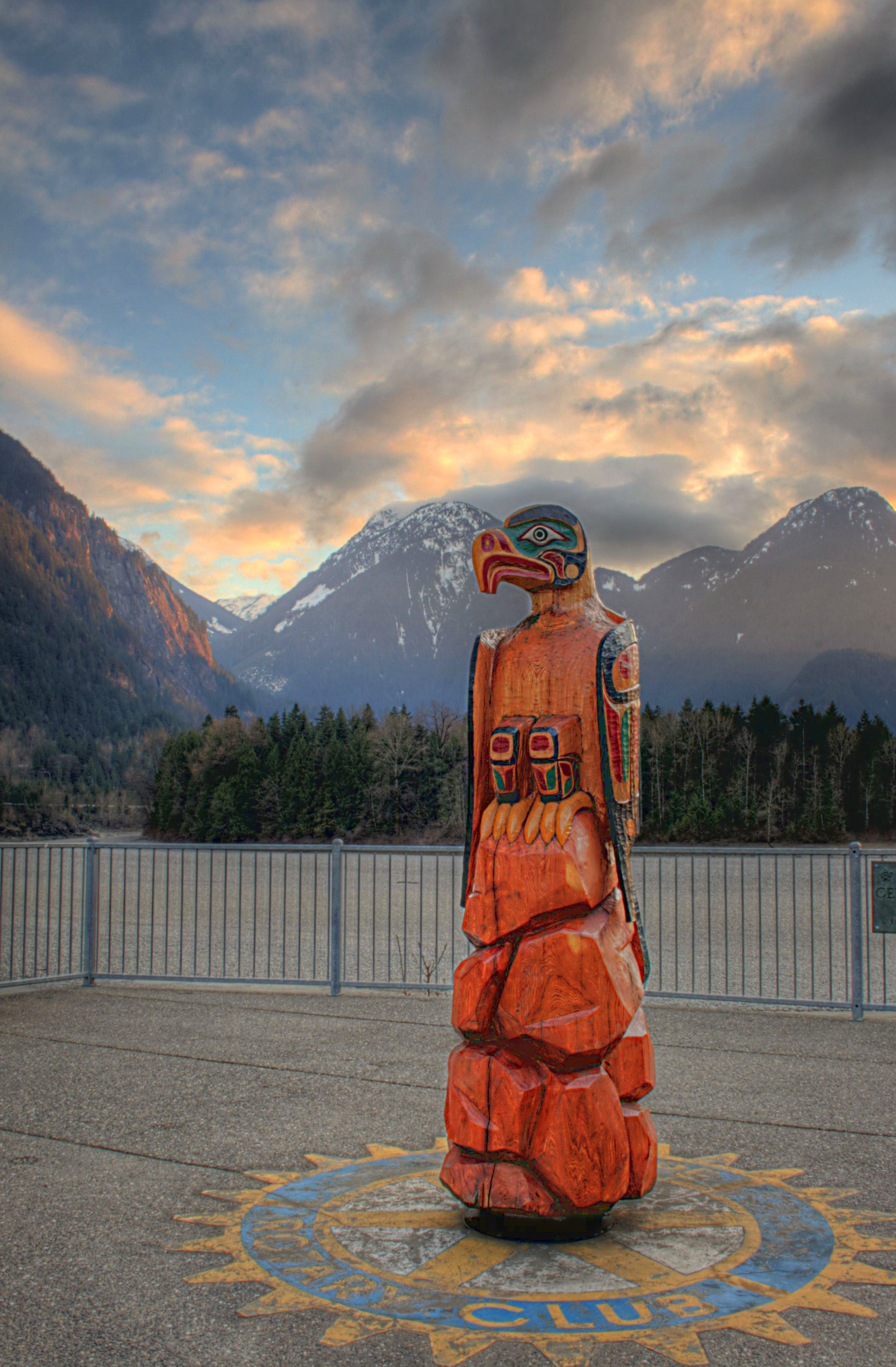
Quang cảnh một cột totem tại Hope, nằm ở cực bắc Cascades.

Thổ dân châu Mỹ sử dụng Thuja plicata đóng làm xuồng và ván gỗ dùng để xây dựng nhà ở, và dùng làm củi. Một trong những nguồn thực phẩm chính của họ là cá hồi, chúng được sấy khô vào mùa thu để ăn dần cho đến cuối mùa đông, điều này được thực hiện bằng cách định canh. Ngoài ra, họ cũng sử dụng cá trong các nghi lễ. Họ có thể đã canh tác nhưng điều này là rất hiếm. Đơn vị xã hội cơ bản của họ là một ngôi nhà mở, ở đó họ phân phối công bằng thành quả sản xuất trong việc chia sẻ mọi thứ. Phân phối dựa trên công việc đã chia theo độ tuổi, thứ hạng xã hội nhưng đặc biệt là giới tính: phụ nữ đan giỏ và chiếu, thu thập quả mọng, làm quần áo và làm sạch, trong khi đàn ông tập trung vào săn bắn và câu cá. Họ được giúp đỡ trong công việc bởi những nô lệ có được sau các cuộc chiến tranh hoặc qua buôn bán. Ở sườn phía tây của dãy núi, thổ dân sống trong một nơi trú ẩn bằng gỗ hình trứng dài có kích thước rộng từ sáu mét, dài mười lăm mét (loại nhỏ nhất) và rộng hai mươi mét, dài năm mươi mét (loại lớn nhất), dành cho việc nấu nướng và gia đình họ ở. Một số nơi trú ẩn được trang trí phong phú với các bức tranh và tác phẩm điêu khắc, và vài nơi được dành cho các nghi lễ. Trong trường hợp chết, nơi trú ẩn bị đốt cháy vì sợ tinh thần của người chết ám ảnh các thành viên khác trong gia đình. Những chiếc xuồng, đôi khi đóng dài mười lăm mét và được chất đầy, có thể chứa tới hai mươi chiến binh hoặc năm tấn cá. Những ngọn núi, những tảng đá, những cái cây, những con vật là đối tượng thờ cúng tâm linh của người thổ dân. Các cột Tô-tem giáo được làm bằng gỗ và trang trí bằng vỏ sò được tìm thấy trên bờ biển, đại diện cho đàn ông và động vật. Chúng xuất hiện kiểu cột mới cùng với sự xuất hiện của những người châu Âu định cư đầu tiên và sử dụng các công cụ bằng sắt; về sau chúng trở thành biểu tượng của mỗi bộ lạc và sự phản ánh văn hóa của họ.
Hai khu dành riêng lớn của thổ dân đã được thành lập ở sườn phía đông của Cascades vào năm 1855: đó là Warm Springs ở Oregon (2.640 km²) và Yakama ở bang Washington (5.662 km²).

### Khám phá bởi người Châu Âu
Không rõ thời điểm thám hiểm của người châu Âu một cách chính xác, nhưng đề cập bằng văn bản đầu tiên được ghi lại trong hai bản phác thảo của Gonzalo López de Haro của Tây Ban Nha có từ năm 1790. Ông ta đi cùng với Manuel Quimper và Juan Carrasco, họ là những người đầu tiên khám phá Eo biển Juan de Fuca. Haro đặt tên cho một địa điểm là La gran montaña del Carmelo, về sau là núi Baker và Sierras Nevadas de San Antonio, một phần của Thác nước quanh Núi Rainier.
Vào ngày 30 tháng 4 năm 1792, George Vancouver và thủy thủ đoàn của HMS Discovery đi dọc theo bờ biển Tây Bắc Thái Bình Dương để tìm kiếm tuyến biển cực bắc giả định, nơi được mô tả bởi Juan de Fuca gần hai thế kỷ trước, và tìm một cửa biển hoặc một vịnh để neo đậu. Vào cuối buổi chiều trong thời tiết tốt, trung úy Baker đã báo cáo một khám phá ở phía đông, được ghi lại trong nhật ký:
"Một ngọn núi rất cao, nổi bật, dốc đứng, theo la bàn vị trí 50 độ vĩ bắc về hướng đông, tự nó thống trị những đám mây; thấp đến mức có thể nhìn thấy nó được bao phủ bởi tuyết; và phía nam của nó là một sườn núi dài rất hiểm trở, những ngọn núi phủ tuyết thấp hơn nhiều, dường như kéo dài trong một khoảng cách đáng kể."

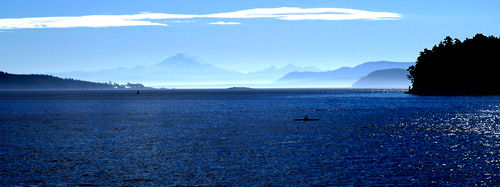
Quang cảnh núi Baker nhìn từ eo biển Georgia.

Khám phá quan trọng này gần như đã vẽ ra một con đường đến một eo biển nối Thái Bình Dương với Đại Tây Dương. Mặt khác, bờ biển của Puget Sound được lập bản đồ và ba ngọn núi cao khác được phát hiện. Ngoài ra, Pseudotsuga được khai thác để làm cột buồm và sân bãi cho tàu neo đậu.
Thương mại hàng hải dần dần phát triển ở eo biển Georgia và Puget Sound vào những năm 1790, dãy núi Rainier và Baker trở thành địa danh hàng hải quen thuộc cho các thuyền trưởng và thủy thủ đoàn, đặc biệt là người Anh và người Mỹ.

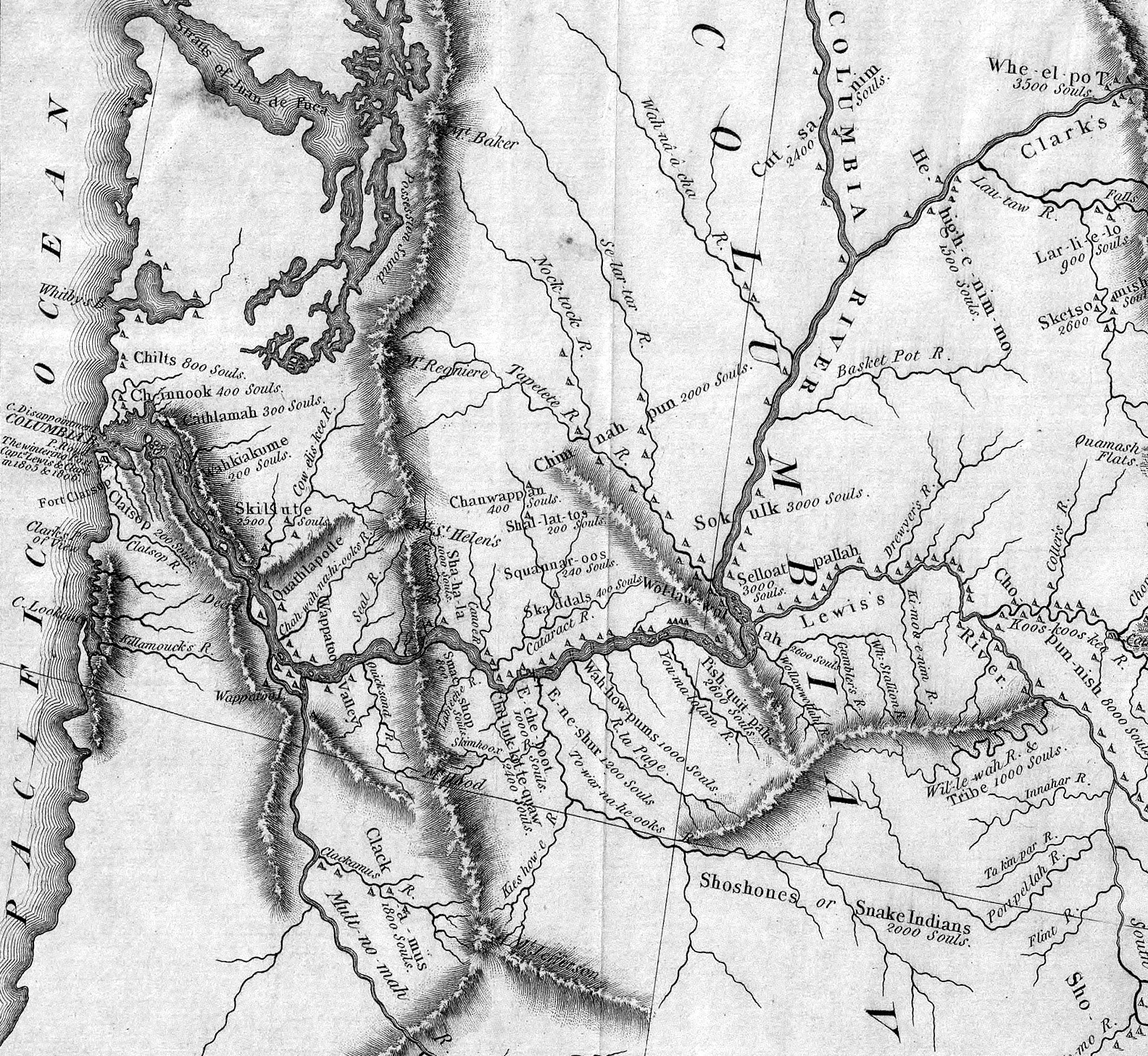
Bản đồ thám hiểm chi tiết của Lewis và Clark. Có năm ngọn núi lửa trong phạm vi Cascade, bao gồm cả Núi Rainier đánh vần Regniere (xem toàn bộ bản đồ).

Năm 1806, các thành viên trong đoàn thám hiểm của Lewis và Clark là những người đầu tiên vượt qua Dải Cascade. Họ theo dòng sông Columbia về phía Thái Bình Dương. Lối đi này băng qua hẻm núi Columbia, trong một thời gian dài được xem là con đường duy nhất để qua được khu vực. Giao thương ở hạ lưu sông chỉ bắt đầu cho đến sau hành trình trở về của Lewis và Clark vào năm 1806, và đặc biệt hơn với những chuyến thám hiểm của Simon Fraser dọc theo dòng sông mang tên ông vào năm 1808 và David Thompson cùng Columbia giữa năm 1808 và 1811. Họ đều là những người buôn bán lông thú và làm việc cho Công ty Tây Bắc.
Năm 1814, Alexander Ross, một thương gia lông thú khác do Công ty Tây Bắc ủy quyền, tìm kiếm một tuyến đường đáng tin cậy xuyên qua các ngọn núi, khám phá và băng qua Bắc Cascades giữa Fort Okanagan và Puget Sound. Báo cáo chuyến đi của ông vẫn còn mơ hồ. Báo cáo mô tả chuyến đi dọc theo hạ lưu của sông Methow và từ đó có thể theo Đèo Cascade để đến sông Skagit. Ông trở thành người Mỹ gốc Âu đầu tiên khám phá các lưu vực của sông Methow và có lẽ là sông Stehekin và Bridge Creek. Sau ông, vì khó vượt qua Bắc Cascades cũng như việc khan hiếm dần của hải ly châu Mỹ, các công ty kinh doanh lông thú chỉ tổ chức những chuyến thám hiểm hiếm hoi ở vùng núi phía bắc Columbia.

### Thực dân hóa và gia tăng hoạt động trao đổi
Việc thăm dò và thực dân hóa vùng Cascade của người châu Âu di cư và Mỹ được đẩy nhanh hơn qua việc thành lập một tiền đồn thương mại lớn của Công ty Vịnh Hudson tại Fort Vancouver, bên bờ phải của sông Columbia, đối diện với vị trí của Portland ngày nay. Từ địa điểm này, việc buôn bán lông thú có thể được tổ chức trong phần lớn khu vực. Do đó, bằng cách băng qua tuyến đường mà ngày nay đã trở thành đường mòn Siskiyou, những người đánh bẫy Mỹ gốc Âu đầu tiên khám phá Nam Cascades vào những năm 1820 và 1830, thiết lập những con đường mòn gần Hồ Crater, Núi McLoughlin, Hồ Medicine, Núi Shasta và Đỉnh Lassen. Đồng thời, việc khai thác gỗ bắt đầu quy mô lớn khi một xưởng cưa được xây dựng ở Fort Vancouver, xuôi dòng với dãy núi trên sông Columbia. Cảng ngay lập tức trở thành một trung tâm đóng tàu và là một vấn đề lớn đối với Công ty Vịnh Hudson. Tàu vận tải thương mại với đích đến Quần đảo Hawaii.

Bản đồ minh họa tranh chấp ở biên giới Oregon giữa tiểu bang Oregon (Hoa Kỳ) và Quận Columbia (Vương quốc Liên hiệp Anh và Ireland).
Màu xanh: York Factory Express trên Vịnh Hudson ở Manitoba ngày nay
Màu hồng: Đường mòn Oregon, phần cuối cùng chạy dọc theo sông Columbia
Phân chia lục địa

Lịch sử chính trị của Tây Bắc Thái Bình Dương nổi bật nhất khi Cascade được đề xuất như một Đường phân thủy trong Tranh chấp biên giới Oregon năm 1846. Hoa Kỳ từ chối đề nghị này và khẳng định rằng đó là bắc vĩ tuyến 49 cắt dãy núi ngay phần phía bắc của Núi Baker. Suốt cuộc xung đột cho đến khi thành lập thuộc địa British Columbia vào năm 1858, tuyến York Factory Express của công ty Hudson dùng đi theo sông Okanagan chảy dọc theo sườn phía đông của Cascades rồi đến lưu vực Columbia. Đèo núi ít sử dụng. Chỉ có đèo Col Naches, dùng chuyển gia súc và ngựa đến Fort Nisqually và đèo Col Yakima mà công ty Hudson hay đi qua. Phần lớn những người định cư ở dãy Cascade, cho đến những năm 1840 đến từ Vương quốc Anh, một nửa còn lại là Pháp, người Mỹ bản địa, một số người Hawaii, người da đen và người Scotland lập nên địa điểm quan trọng của Công ty Vịnh Hudson.
Bất chấp sự giúp đỡ của người da đỏ bản địa để vượt qua dãy núi, George Curry, một trong những nhà báo đầu tiên từ Oregon, đã viết vào năm 1846 như sau:
"Vượt qua dãy núi Rocky, dãy núi Bear River, núi Bleues là không thể khó bằng so với Cascades. Ở đây, không có đèo. Bạn đối diện với những ngọn núi cao và leo lên chúng; không có cách nào để vượt qua hoặc tránh chúng, và mỗi lần thành công trước đó, bạn hãy tưởng tượng mình đang ở đầu nguồn trong dãy núi."
Việc thực dân hóa ở dãy núi ven biển Oregon đã không diễn ra cho đến cuối những năm 1840, hoạt động ban đầu không đáng kể. Theo Hiệp định Oregon, dòng người di cư gia tăng dọc theo đường mòn Oregon và các đèo, các thung lũng thứ cấp của Tiểu bang Washington hiện nay đã dần được khám phá và định cư. Đường sắt rút ngắn thời gian để đến nơi này. Tại British Columbia, lịch sử được đánh dấu từ năm 1858 đến 1860 bởi hẻm núi vàng Fraser và tuyến đường Cariboo nổi tiếng của nó cũng như bởi các dấu vết hoạt động của Công ty Vịnh Hudson: từ hẻm núi đến vùng nội địa, đường mòn Dewdney và những con đường mòn cổ xưa nối liền thung lũng Similkameen và Okanagan ở phía đông. Chi nhánh chính phía nam của Đường sắt Thái Bình Dương Canada đi vào dãy núi qua Đèo Coquihalla, một trong những khu vực hiểm trở và nhiều tuyết nhất trong dãy núi Duyên hải Thái Bình Dương. Tuyến đường Barlow là con đường đầu tiên được thiết kế đặc biệt cho những người định cư Mỹ vào năm 1845, và là đoạn cuối cùng của đường mòn Oregon, thay cho việc họ phải đi xuống các con đường nguy hiểm của dãy Cascades ở Columbia. Con đường bắt đầu từ sông Hood, đi dọc theo sườn phía nam của núi Hood tại Government Camp và kết thúc tại Thành phố Oregon. Để sử dụng dịch vụ đi lại, cần phải trả số tiền năm đô la cho mỗi lần đi xe, nhưng nó vẫn rất phổ biến vào thời điểm đó. Cuối cùng, tuyến đường sắt Applegate được tạo ra để tránh các thác ghềnh của Cascades. Nó chạy theo phần lớn đường mòn California, băng qua Nevada, trước khi chuyển hướng tây bắc về phía Ashland. Từ đó, nó đi về phía bắc theo đường Siskiyou để về phía thung lũng Willamette.
Năm 1852, Tổng thống Millard Fillmore quyết định xây dựng một tuyến đường sắt quân sự đến Thái Bình Dương, phân bổ 20.000 đô la cho dự án này và do Jefferson Davis chỉ đạo. Thống đốc lãnh thổ Washington là Isaac Stevens, chịu trách nhiệm cho việc nghiên cứu khu vực phía bắc (Khảo sát đường sắt Bắc Thái Bình Dương), khoảng 47 ngày hoặc 49 ngày ở phía bắc vĩ tuyến. Ông giao nhiệm vụ tìm con đường đi qua Cascades cho George McClellan, người đã phục vụ với lòng dũng cảm tận tụy trong Chiến tranh Hoa Kỳ-México. Tuy nhiên, ông này nghe theo sau khi tham khảo ý kiến của người Amerindia, họ giải thích cho ông ta rằng không thể tạo một con đường băng qua dãy núi vì hiểm trở và tuyết dày bao phủ. McClellan đã chọn con đường qua Yakima Pass một cách bất chấp, nhưng chọn lựa đó không phù hợp. Ông bị miễn nhiệm vụ và công việc bắt đầu vào tháng 7 năm 1853. Tuyến đường cuối cùng đã được hoàn thành vào tháng 10, thông qua đường đèo Naches, nhờ vào nỗ lực phối hợp của hai đội ở mỗi bên của đường đèo. McClellan trở lại đường sắt, không ngần ngại bày tỏ sự ngưỡng mộ của ông bằng cách so sánh công ty này trong việc xây dựng với những con đường quân sự được xây bởi quân Pháp của Napoléon I. Tuy nhiên, phần đường này không được kết hợp với tuyến đường sắt xuyên lục địa đầu tiên và tuyến đường dần rơi vào tình trạng không sử dụng được.
Nạn phá rừng tăng tốc kể từ năm 1849 với sự kiện cơn sốt vàng ở California và sau động đất San Francisco vào năm 1906. Mỗi thời điểm mùa hè, ở Seattle, Portland và Tacoma, và các nơi khác tràn ngập bởi khói tạo ra từ nạn phá rừng. Thông Oregon bị coi là một nguồn tài nguyên vô tận. Nó được xuất khẩu tới 67 quốc gia và ba tuyến đường sắt băng qua dãy núi đến Trung Tây để đáp ứng nhu cầu quốc gia.
Mỏ đồng Holden, được đặt theo tên của James Henry Holden, người đã mua lại địa điểm này vào năm 1896, đã có lãi vào năm 1937. Năm sau đó, 2.000 tấn quặng nguyên chất được khai thác mỗi ngày và sản lượng đồng của tiểu bang Washington tăng từ 64.000 tấn lên 6 triệu tấn. Vào thời điểm đó, trầm tích đã che giấu mỏ kim loại đơn lớn nhất ở vùng Tây Bắc Thái Bình Dương. Công ty Howe cho xây dựng một thị trấn ở bờ bắc Railroad Creek. Tuy nhiên, giá đồng giảm sau Chiến tranh thế giới thứ hai đã dẫn đến việc đóng cửa mỏ vào năm 1957.

### Cuộc leo núi đầu tiên và xuất hiện của hoạt động trượt tuyết
Đỉnh cao đầu tiên của dãy núi được chinh phục là đỉnh Diamond Peak vào năm 1852 bởi John Diamond và William Macy, và đỉnh núi Saint Helens được trèo lên bởi Thomas Jefferson Dryer và người bạn đồng hành Wells Lake vào ngày 27 tháng 8 năm 1853 đánh dấu sự khởi đầu của thời kỳ hoàng kim của các hoạt động leo núi ở High Cascades. Theo báo chí, chuyến leo núi của Thomas Jefferson Dryer thực hiện ở sườn núi phía đông, được coi là một kỳ tích do độ dốc khoảng 70° , thiếu không khí và do hít phải hơi lưu huỳnh khiến bốn thành viên của đoàn thám hiểm đã phải từ bỏ. Từ đỉnh núi này, ông lấy số đo độ cao của núi Hood, mà ông là người chinh phục được đầu tiên vào một năm sau đó; tuy nhiên, nó hiếm khi được biết đến. Trong khi đối thủ Henry Pittock, người thường được ghi nhận đã thành công đầu tiên khi leo lên ngọn núi này vào ngày 11 tháng 7 năm 1857, sau khi nắm các chi tiết được đưa ra bởi Dryer. Đồng thời, núi Hood là chủ đề của một báo cáo ghi bởi Belden:
"Họ đã leo lên cao nhất có thể, đầu tiên là giày tuyết và sau đó là móc và tuyết. Khi họ đạt tới 18.000 feet so với mực nước biển [khoảng 5.500 mét], việc thở trở nên rất khó khăn do loãng khí quyển. Về lâu dài, máu bắt đầu chảy qua lỗ chân lông trên da như những giọt mồ hôi, mắt họ bắt đầu chảy máu, máu chảy qua tai họ."
Belden tin rằng độ cao của núi Hood là 19.400 feet (5.900 m), và con số giảm xuống còn 11.225 feet (3419 m) trong năm 1867, trong khi ghi nhận dãy Himalaya lúc đó chưa bao giờ có những số liệu độ cao như vậy, điều này đã nói lên nhiều về trí tưởng tượng được tạo ra bởi những người định cư đầu tiên khi họ mô tả về dãy núi này.

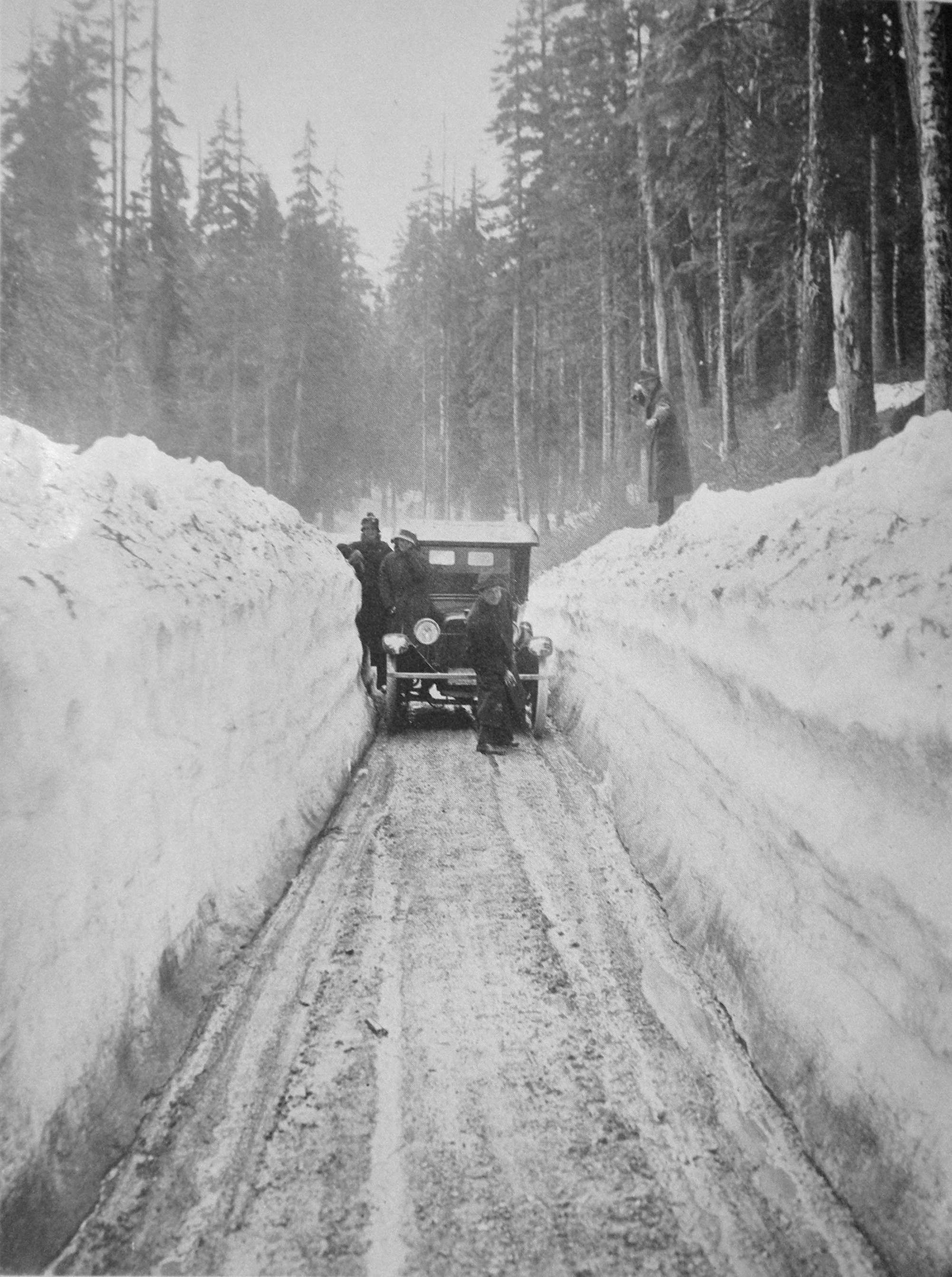
Bức ảnh chụp tháng 6 năm 1916, được chụp trên đường cao tốc Sunset ở trung tâm tiểu bang Washington sau một mùa đông đặc biệt khắc nghiệt.

Trong thập niên 1850 có rất nhiều chuyến leo lên lần đầu tiên trên các ngọn núi khác: núi Shasta, bởi ED Pearce; và núi Adams, bởi A.G. Aiken, Edward Allen, Andrew Burge và Shaw, thực hiện vào năm 1854. Vào mùa hè năm 1857, núi Rainier được thực hiện chinh phục bởi Trung úy A.V. Kautz và bác sĩ quân đội của ông nhưng không thành công; nhưng đã được chinh phục vào năm 1870 bởi Hazard Stevens và P. B. Van Trump, hai người nhận được lời kêu gọi của Edmund Coleman, là tác gia ghi lại chuyến leo đầu tiên lên núi Baker ngày 17 tháng 8 năm 1868, mặc dù nhiều kinh nghiệm mạnh mẽ leo núi ở châu Âu sau cuộc chinh phục núi Matterhorn bởi Edward Whymper, phải 3 lần ông mới thành công. Với việc sử dụng dây thừng và rìu băng ở Cascades, việc leo núi dần dần dễ dàng. Núi Thielsen được chinh phục trong năm 1883 bởi E.E. Hayden, Núi Jefferson chinh phục ngày 12 tháng 8 năm 1888 bởi R.L. Farmer và E.C. Cross; và Đỉnh Glacier vào năm 1898 bởi Thomas Gerdine. Vấn đề lớn cuối cùng vẫn là việc chinh phục Three Sisters, biệt danh là Faith, vì nhiều khó khăn và không thể tiếp cận được; cuối cùng nó đã được chinh phục vào năm 1910.
Đầu thế kỷ 20 xuất hiện cách leo núi mới, có tính kỹ thuật hơn, dọc theo những ngọn núi lửa lớn, leo kiểu Bức tường của Willis, như việc leo đỉnh Rainier và sườn phía đông của núi Adams. Khi việc leo núi trở nên phổ biến ở Thung lũng Yosemite, núi Three Fingered Jack và núi Washington ở Oregon đã được leo lên vào năm 1923.

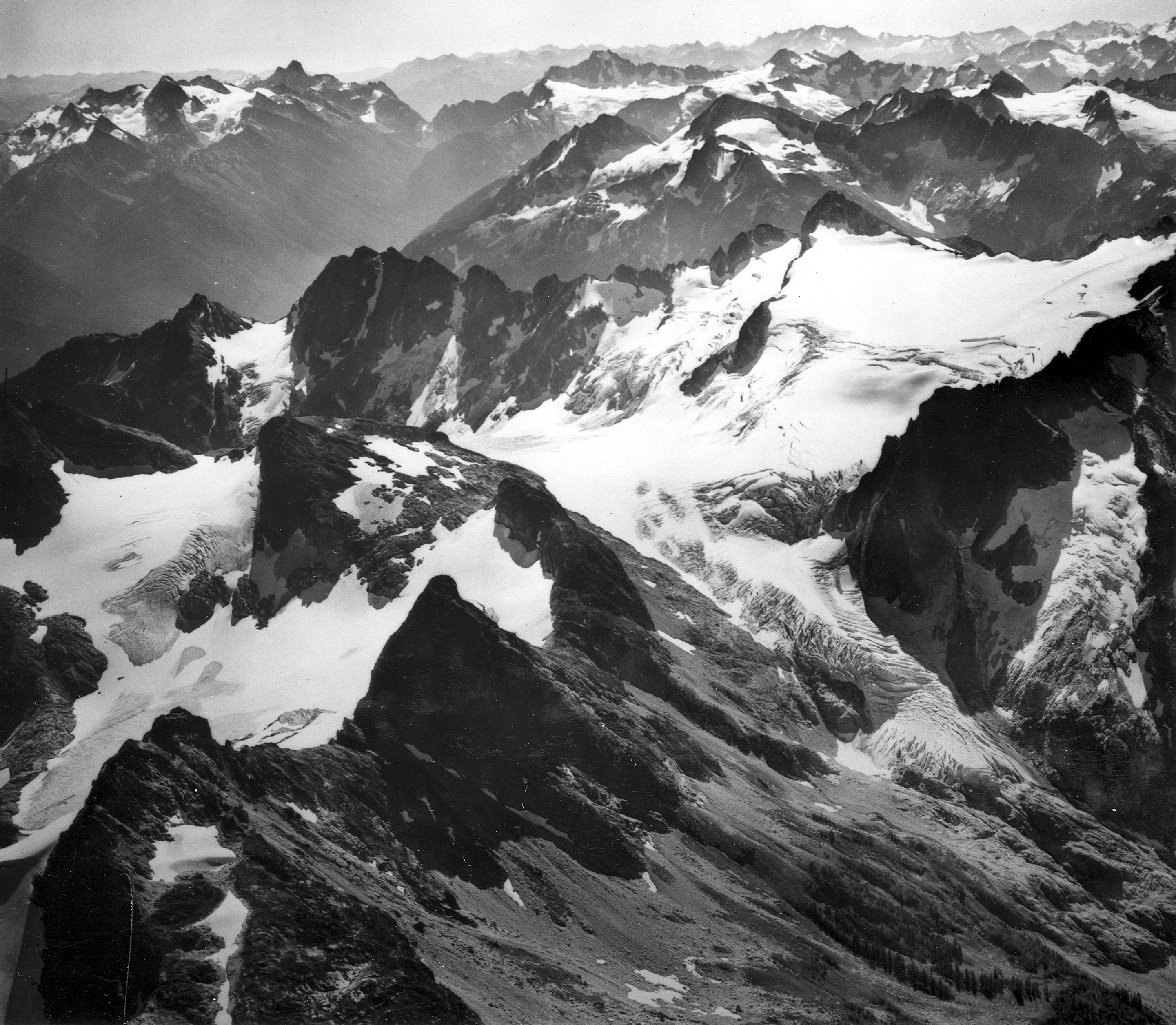
Cảnh từ trên không của núi Goode vào năm 1966, một trong những đỉnh cuối cùng của Cascades được con người leo lên.

Ngoài Núi Stuart được chinh phục trong năm 1873, Núi Buckner trong năm 1901, Núi Jack trong năm 1904 và Núi Shuksan trong năm 1906, các ngọn núi ở Bắc Cascades chủ yếu được chinh phục trong năm 1930. Với sự phát triển của các kỹ thuật vượt qua sông băng và leo bức tường, nhiều người leo núi bắt đầu quan tâm đến những đỉnh núi này. Mặc dù thất bại nhiều lần tại núi Goode, Hermann F. Ulrichs được coi là người tiên phong trong khu vực với 21 lần đầu tiên lên các đỉnh được ghi nhận. Những thành công liên tục: Núi Fernow và Seven Fingerered Jack vào năm 1932, núi Goode và núi Agnes năm 1936, và cuối cùng là Đỉnh Bonanza, đỉnh núi không phải là núi lửa đầu tiên của Cascades theo độ cao, vào năm 1937.
Việc luyện tập trượt tuyết xuất hiện trong dãy núi từ năm 1897 với việc trượt liên quan đến ba người đàn ông tại Cloud Cap Inn, trên sườn núi phía đông bắc của núi Hood. Sau đó, nhiều dần với sự xuất hiện của những người định cư có nguồn gốc Scandinavi. Ấn phẩm đầu tiên về chủ đề này có từ năm 1914, trong khu vực quanh Seattle. Từ năm 1916 đến 1930, một chuyến tham quan hàng năm diễn ra ở Thung lũng Paradise. Một số nỗ lực để trượt tuyết trên núi Rainier diễn ra vào năm 1927 và 1928 với thành công của Sigurd Hall.

### Lịch sử phun trào và địa chấn gần đây

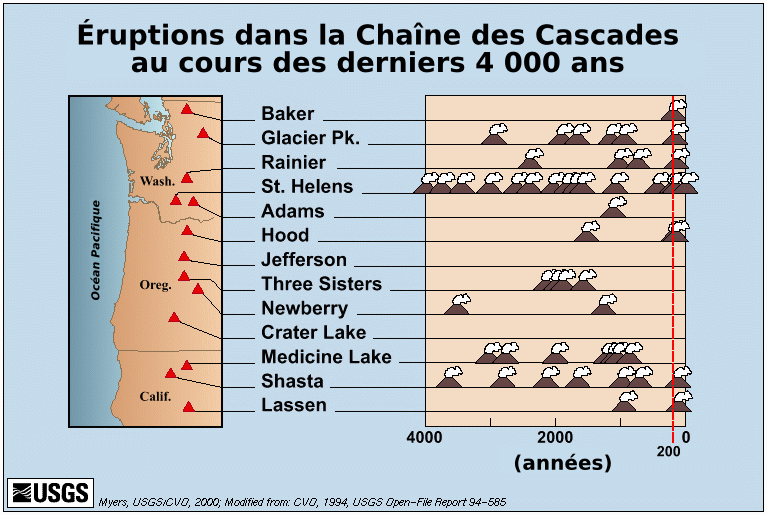
Sơ đồ các vụ phun trào suốt 4.000 năm qua trong phạm vi khu vực Cascades.

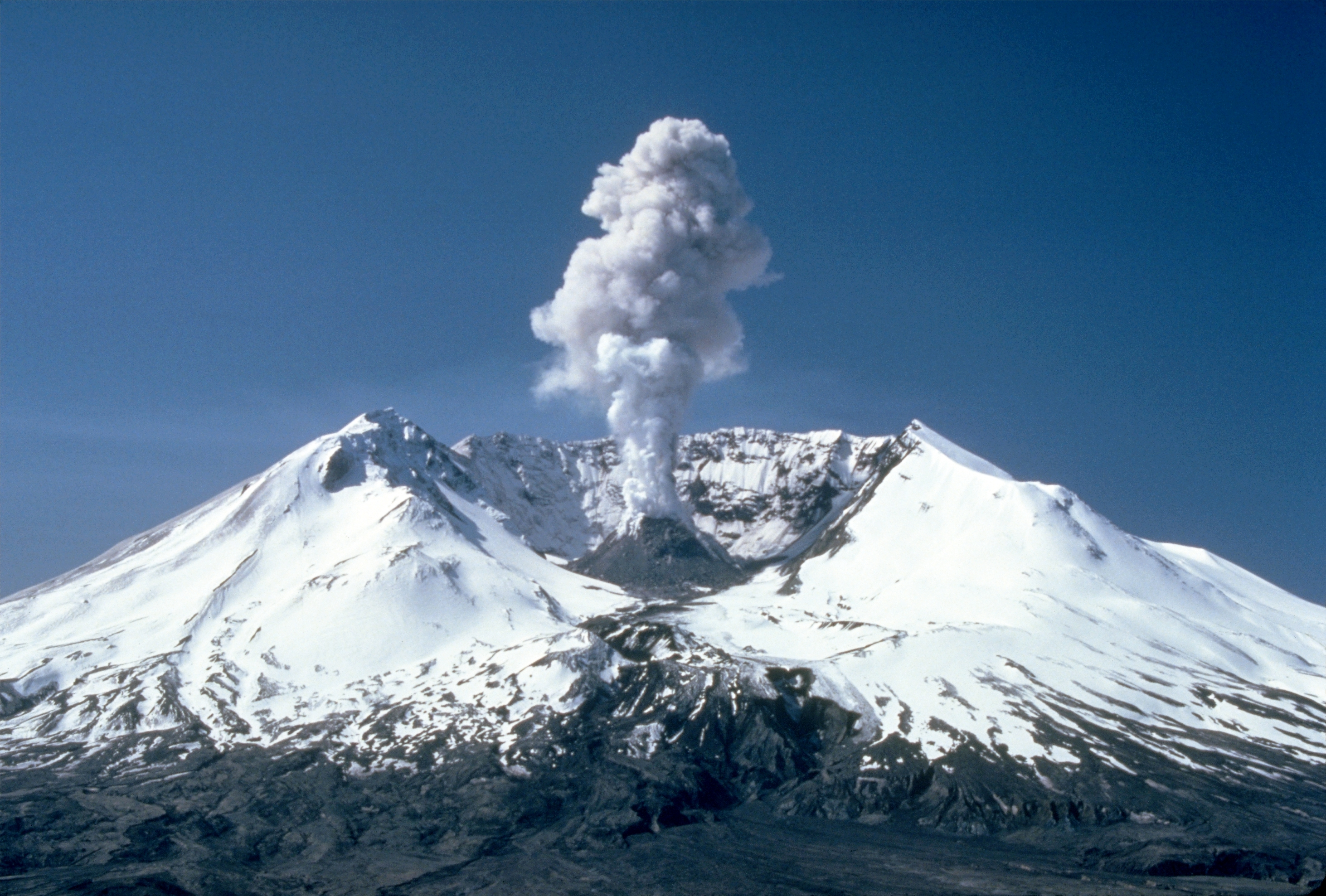
Nhìn từ phía bắc trên cột lửa cao một cây số của núi St. Helens vào năm 1982.

Trong hơn 4000 năm qua, mười một núi lửa đã phun trào trong dãy núi, bao gồm bảy ngọn núi kể từ thế kỷ 19 đến nay. Ngoài các vụ phun trào diễn ra trong năm 1914 - năm 1917 trên đỉnh Lassen, tương đối cô lập ở miền bắc California, các núi lửa của dãy Cascade vẫn im lìm trong hơn một thế kỷ cho đến ngày 18 tháng 5 năm 1980 với vụ bùng nổ núi Saint Helens. Các nhà nghiên cứu núi lửa lo ngại khi thấy có dấu hiệu đánh thức vòng cung của Cascades, tương tự khoảng thời gian từ năm 1800 đến 1857, trong thời gian đó tám vụ phun trào đã diễn ra. Tuy nhiên, không có vụ phun trào mới quy mô nào đã xảy ra từ năm 1980. Tiếp tục duy trì cảnh giác tại núi Rainier và hệ thống cảnh báo núi lửa bùn trong khu vực, đây được coi là ngọn núi lửa có khả năng nhất dãy.
Trận động đất lớn cuối cùng xảy ra trong dãy núi là trận động đất Cascadia (cường độ gần 9 độ), trận động đất năm 1872 ở hồ Chelan (cường độ 6,8), trận động đất năm 1993 ở thác Klamath (cường độ 6,0) và trận động đất Nisqually năm 2001 (cường độ 6,8). Mạng lưới địa chấn Tây Bắc Thái Bình Dương có trách nhiệm giám sát hoạt động địa chấn trong khu vực Tây Bắc Thái Bình Dương.

## Hoạt động

### Khu vực chính
Đất đai ở khu vực Cascades thường phù hợp cho nông nghiệp, đặc biệt là trên các sườn núi khuất gió. Các yếu tố chính là sự phong phú của đá núi lửa, khoáng chất đặc biệt là kali, đá dễ vỡ vụn. Các mảnh vụn núi lửa tạo ra các vũng trũng, san bằng mặt đất. Địa hình được tạo ra bởi các núi lửa lưu trữ nước dưới dạng tuyết và băng, khi chúng tan chảy sẽ cung cấp nước cho các thung lũng. Nước đôi khi được lưu trữ lại trong các hồ chứa để tưới cho các cánh đồng.
Ở phía tây, nông nghiệp tập trung vào sản xuất ngũ cốc và sữa, trong khi ở phía đông thì do mặt bằng rộng hơn chăn nuôi cừu và gia súc trên các trang trại lớn, ngoài ra còn trồng trái cây: táo tây, quả mơ, đào và anh đào trong vườn cây đôi khi kéo dài đến tận chân trời có thể nhìn thấy, đến bìa của rừng thông.
Các hoạt động lâm nghiệp ở các khu rừng Cascades là phát triển mạnh. Khai thác chủ yếu 99% các loài cây lá kim. Sản lượng thông Oregon đạt khoảng 5 m³ gỗ mỗi ha mỗi năm trong dãy núi và có thể tăng lên 9 m³ ở những khu vực thuận lợi nhất cho sự phát triển của nó nằm ở sườn phía tây dãy núi. Nó đại diện cho hơn một nửa số loài lấy gỗ bị đốn hạ. Cây này chủ yếu được cắt thành các tấm ván và cung cấp tới 20% nhu cầu cho thị trường Mỹ. Gỗ thông Pinus ponderosa đứng vị trí thứ hai. Chúng hiện diện nhiều hơn ở phía đông, được sử dụng trong sản xuất thùng chứa các loại trái cây, cũng như cho nghề mộc nhờ các đặc tính của nó giúp dễ dàng cắt tiện. Các loài Thông Jeffrey là rất giống nhau, màu gỗ đỏ. Thông Lamberta mặc dù nó chủ yếu được tìm thấy ở Sierra Nevada vẫn được tìm thấy, Thông trắng miền tây cũng được khai thác. Tsuga heterophylla là loại gỗ tuyệt vời làm bột giấy với chi phí thấp và khả năng chống chịu nhiều hơn. Thân cây dài và thẳng của Abies procera đã khiến nó thành một loài có giá trị; gỗ chất lượng của nó đã được sử dụng trong ngành hàng không trong Thế chiến thứ hai. Linh sam đỏ được sử dụng rộng rãi để làm cây thông Noel. Abies concolor và Abies grandis có thể được sử dụng trong việc xây dựng. Phần lớn các khu rừng Cascade được sở hữu và quản lý bởi Sở Lâm nghiệp Hoa Kỳ và Văn phòng quản lý đất đai, đảm bảo phục hồi đầy đủ các loài.
Không giống như khai thác gỗ, việc khai thác tài nguyên khoáng sản đòi hỏi năng lực khai thác nặng. Mặc dù việc khai thác của Mine Holden trong nửa đầu của thế kỷ 20, các bang Washington và Oregon tương ứng trong năm 1947 vị trí 31 và 40 trong số 50 tiểu bang về sản xuất quặng. Địa hình phức tạp và thảm thực vật dày ngăn chặn việc khai thác của vùng giàu kim loại, đất sét và đá vôi phù hợp cho sản xuất xi măng, cũng như than, cát và sỏi. Sản lượng than đạt đỉnh vào năm 1918 với hơn 4 triệu tấn. Kể từ đó, sản xuất khai thác đã bị chuyển đến Blue Mountains, nơi dễ dàng tiếp cận để khai thác hơn.

## Năng lượng

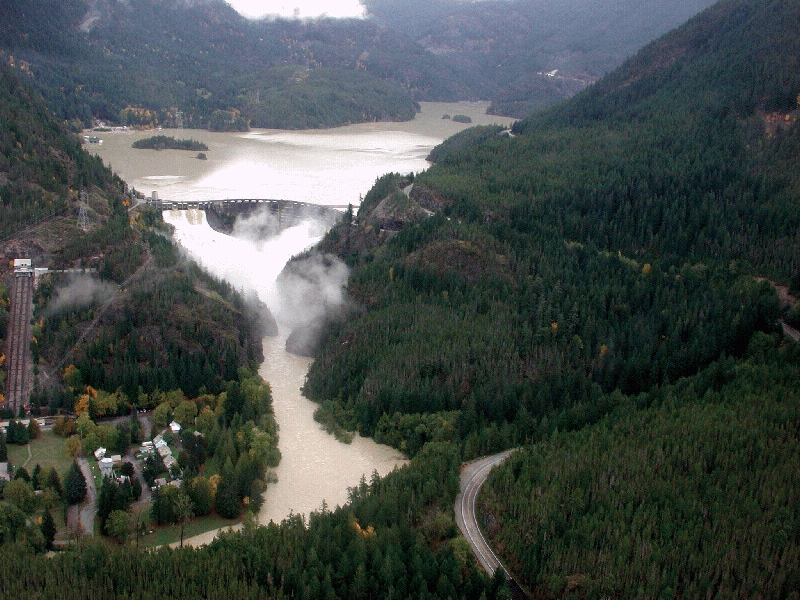
Quang cảnh đập Diablo trên dòng sông Skagit trong thời gian lũ lụt.

Hầu hết các con sông chảy xiết về phía tây đã được xây dựng các đập thủy điện. Như đập Ross trên sông Skagit đã tạo ra một hồ nhân tạo kéo dài 2 km ra phía ngoài biên giới với British Columbia, phía đông nam của Hope. Tương tự trên sườn phía đông nam của Núi Baker ở Concrete, sông Baker bị cắt ngang bởi hai con đập tạo thành hồ Shannon và hồ Baker.

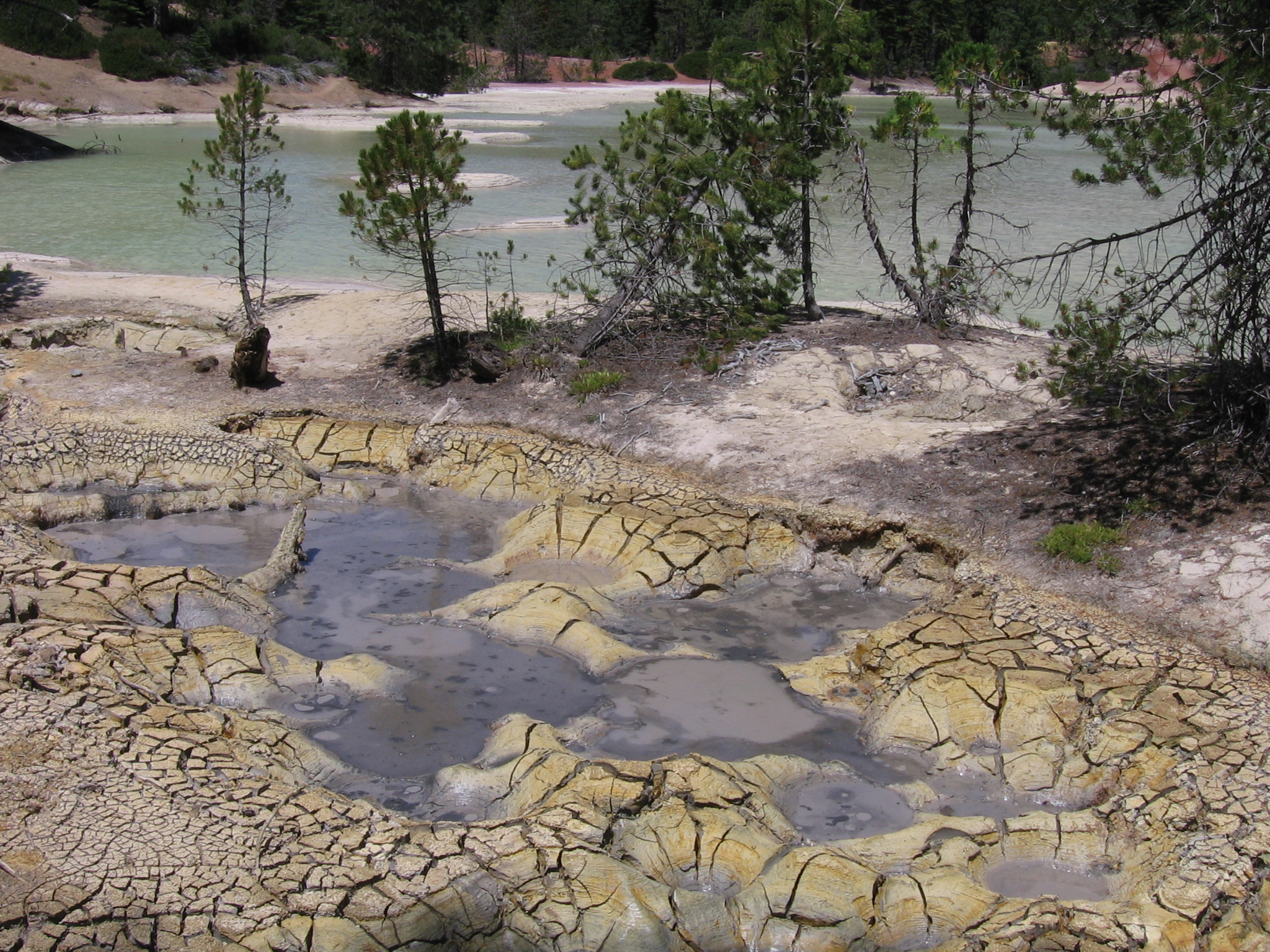
Quang cảnh suối nước nóng gần đỉnh Lassen.

Ngoài ra còn có một tiềm năng địa nhiệt rất lớn trong dãy Cascades. Chương trình Nghiên cứu Địa nhiệt (Geothermal Research Program) của Cơ quan Khảo sát Địa chất Hoa Kỳ đã tiến hành nghiên cứu lĩnh vực này. Một dự án thí điểm triển khai ở Klamath Falls sử dụng năng lượng địa nhiệt núi lửa làm nóng các tòa nhà công cộng của thành phố. Nhiệt độ cao nhất được ghi nhận trong chuỗi là 290°C ở độ sâu 1.200 mét dưới Hồ Medicine vào năm 1992 và 265°C ở độ sâu 932 mét dưới bề mặt của miệng núi lửa của Newberry Crater vào năm 1981.

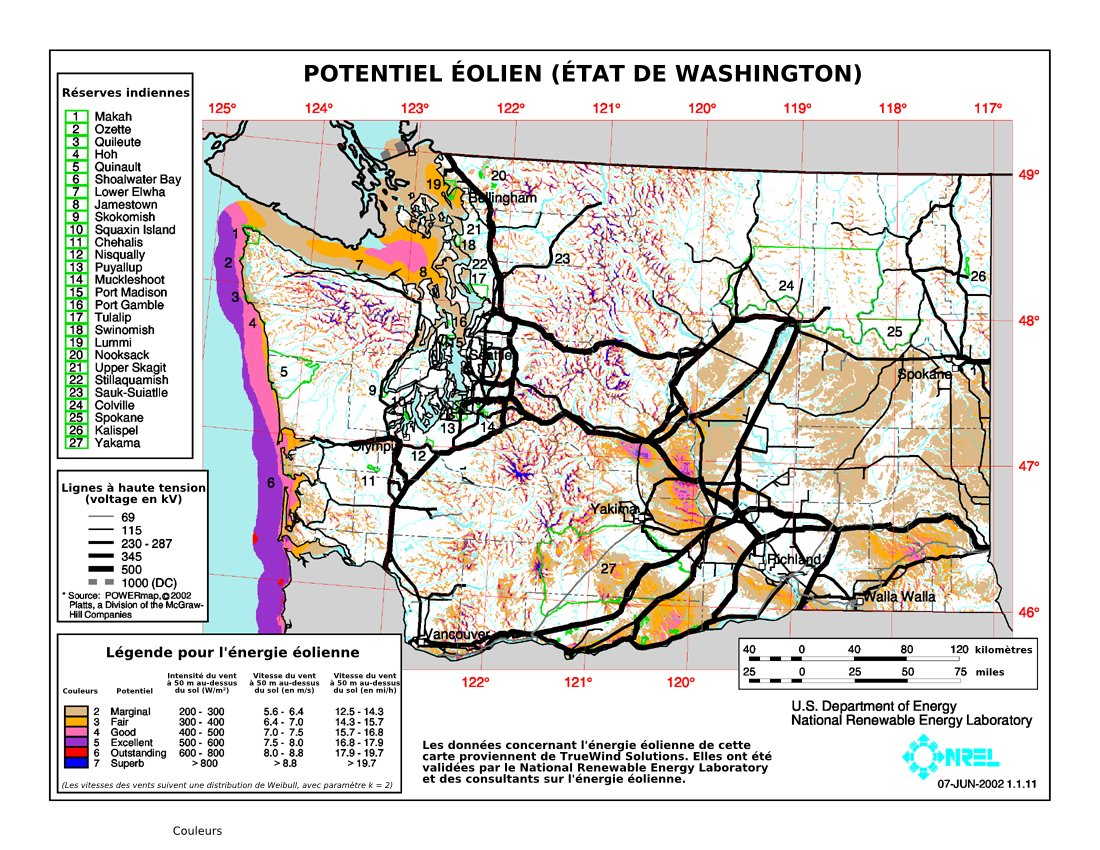
Bản đồ của bang Washington hiển thị các đường dây điện cao thế một phần có nguồn gốc phong điện (các đường màu đen), cũng như tiềm năng phong điện (các vùng màu).

Các nguồn năng lượng gió thì ít được khai thác: các tiềm năng phong điện chắc chắn là dồi dào xung quanh các đỉnh núi cao, như núi Rainier, nơi nó được ước tính hơn 800 W/m2, nhưng nó bị cô lập. Mặt khác, các rãnh xen kẽ của dãy núi làm hành lang cho đường dây cao thế. Thật vậy, nhu cầu năng lượng nằm ở phía tây của dãy (Seattle, Vancouver) và nơi sản xuất điện, thủy điện cũng như phong điện thì nằm ở phía đông, trong lưu vực sông Columbia. Các đường dây điện áp cao của đèo Snoqualmie dẫn điện 500 kV và các đường dây của Hẻm núi Columbia thì nhiều hơn.
Tiềm năng năng lượng mặt trời ở bang Washington thì ít ỏi, có lẽ ngoại trừ các sườn dốc. Mặt trời hiện diện nhiều hơn ở phía nam của dãy (California, Oregon).

## Bảo vệ môi trường
Bốn công viên quốc gia đã được thành lập trên dãy núi Cascade, tất cả đều nằm ở phần lãnh thổ Hoa Kỳ, cùng với Tượng đài quốc gia Hoa Kỳ, mười ba công viên tỉnh, khu vui chơi giải trí và khu bảo tồn British Columbia của Canada, và mười một khu rừng quốc gia Hoa Kỳ được chia thành gần bốn mươi khu vực hoang dã (wilderness areas) khác nhau. Mục đích của chúng là đảm bảo việc bảo vệ các sông băng, núi lửa, các cánh đồng địa nhiệt, sông, hồ, rừng và sự đa dạng sinh thái nói chung. Sự mới mẻ của chúng có thể thực hiện được nhờ vào Đô thị hóa ở khu vực dãy núi.

Bản đồ các khu vực được bảo vệ trên dãy núi Cascades và môi trường xung quanh các khu vực đó.
Công viên quốc gia
Di tích quốc gia
Rừng quốc gia (ở Hoa Kỳ) / công viên tỉnh (ở Canada
Khu giải trí
Khu bảo tồn thổ dân da đỏ

### Các công viên quốc gia
- Vườn quốc gia núi lửa Lassen: được lập vào năm 1916, trong quá trình phun trào của núi lửa Lassen, nó có diện tích 429 km² và là nơi có mỏ địa nhiệt lớn nhất ở Hoa Kỳ sau Vườn quốc gia Yellowstone;
- Vườn quốc gia Crater Lake: được thành lập vào năm 1902, có diện tích 741,5 km² với trung tâm là Núi Mazama, một ngọn núi lửa cổ đã phun trào gây ra sự hình thành của Hồ Crater khoảng 7.700 năm trước;
- Vườn quốc gia Mount Rainier: được thành lập vào năm 1899, có diện tích 953,5 km² và là nơi có ngọn núi lửa cao nhất trong Dãy Cascade, Núi Rainier, được bao phủ bởi hệ thống sông băng lớn nhất Hoa Kỳ ở phía nam Alaska. Nó bao gồm khu vực hoang dã Núi Rainier;
- Vườn quốc gia North Cascades: được thành lập vào năm 1968, có diện tích 2.042,78 km² nhằm bảo vệ sự giàu có về địa chất và sinh học của khu vực. Nó bao gồm khu vực hoang dã Stephen Mather.

### Di tích quốc gia
- Đài tưởng niệm núi lửa quốc gia Mount St. Helens: được xây dựng vào năm 1982, vài tháng sau khi núi Saint Helens phun trào, diện tích 445 km² cho phép các nhà khoa học nghiên cứu sự tiến hóa tự nhiên của các khu vực bị tàn phá, trước khi dần dần được mở cửa cho khách du lịch;
- Đài tưởng niệm núi lửa quốc gia Newberry: được xây dựng vào năm 1990, nằm ở trung tâm của miệng núi lửa và dòng dung nham của Newberry, khoảng 225 km²;
- Đài tưởng niệm quốc gia Cascade-Siskiyou: được xây dựng vào năm 2000, có diện tích 345 km² trải dài trên dãy Cascade và dãy núi Siskiyou và là nơi có những ngôi nhà của người Mỹ thổ dân từ thời cổ đại;
- Đài tưởng niệm quốc gia Lava Beds: được xây dựng vào năm 1925 trên sườn phía đông bắc của Hồ Medicine, nơi đây là nơi tập trung các đường dung nham ngầm lớn nhất ở Hoa Kỳ trên diện tích 188 km².

### Công viên tỉnh, khu vui chơi giải trí và khu bảo tồn
- Công viên tỉnh Skagit Valley
- Công viên tỉnh EC Manning
- Công viên tỉnh Coquihalla Canyon
- Công viên tỉnh Hồ Chilliwack
- Công viên tỉnh Hồ Silver
- Công viên tỉnh Sông Nicolum
- Công viên tỉnh Skihist
- Công viên tỉnh Thác Bridal Veil
- Công viên tỉnh Hồ Cultus
- Công viên và Khu bảo tồn Cathedral
- Khu giải trí Cascade
- Khu giải trí Coquihalla Summit
- Khu bảo tồn Snowy

### Rừng quốc gia bao gồm các khu vực hoang dã
| - Rừng quốc gia Wenatchee - Khu vực hoang dã hồ Alpine - Khu vực hoang dã đỉnh Glacier - Khu vực hoang dã Henry M. Jackson - Khu vực hoang dã hồ Chelan Sawtooth - Khu vực hoang dã Norse Peak - Khu vực hoang dã William O. Douglas - Khu vực hoang dã Goat Rocks - Rừng quốc gia Mont Baker-Snoqualmie - Khu vực hoang dã hồ Alpine - Khu vực hoang dã sông Boulder - Khu vực hoang dã Clearwater - Khu vực hoang dã đỉnh Glacier - Khu vực hoang dã Henry M. Jackso - Khu vực hoang dã núi Baker - Khu vực hoang dã Noisy-Diobsud - Khu vực hoang dã Norse Peak - Khu vực hoang dã Wild Sky | - Rừng quốc gia Gifford Pinchot - Khu vực hoang dã Goat Rocks - Khu vực hoang dã Tatoosh - Khu vực hoang dã núi Adams - Khu vực hoang dã Indian Heaven - Khu vực hoang dã Trapper Creek - Khu vực hoang dã William O. Douglas - Khu vực hoang dã Glacier View - Rừng quốc gia Núi Hood - Khu vực hoang dã Badger Creek - Khu vực hoang dã Bull of the Woods - Khu vực hoang dã Mark O. Hatfield - Khu vực hoang dã núi Hood - Khu vực hoang dã Salmon-Huckleberry - Rừng quốc gia Willamette - Khu vực hoang dã Opal Creek - Khu vực hoang dã Middle Santiam - Khu vực hoang dã Menagerie - Khu vực hoang dã hồ Waldo | - Rừng quốc gia Deschutes - Khu vực hoang dã đỉnh Diamond - Khu vực hoang dã núi Jefferson - Khu vực hoang dã núi Thielsen - Khu vực hoang dã núi Washington - Khu vực hoang dã Three Sisters - Rừng quốc gia Umpqua - Khu vực hoang dã Boulder Creek - Rừng quốc gia sông Rogue - Khu vực hoang dã Sky Lakes - Khu vực hoang dã Rogue-Umpqua Divide - Rừng quốc gia Winema - Khu vực hoang dã núi Lakes - Rừng quốc gia Shasta-Trinity - Khu vực hoang dã Núi Shasta - Rừng quốc gia Lassen - Khu vực hoang dã Caribou - Khu vực hoang dã Ishi - Khu vực hoang dã Ngàn Hồ |

### Đi bộ đường dài và leo núi

Bản đồ các "Đường mòn Danh lam thắng cảnh Quốc gia" và "Đường mòn Lịch sử Quốc gia" băng qua Dãy Cascade.

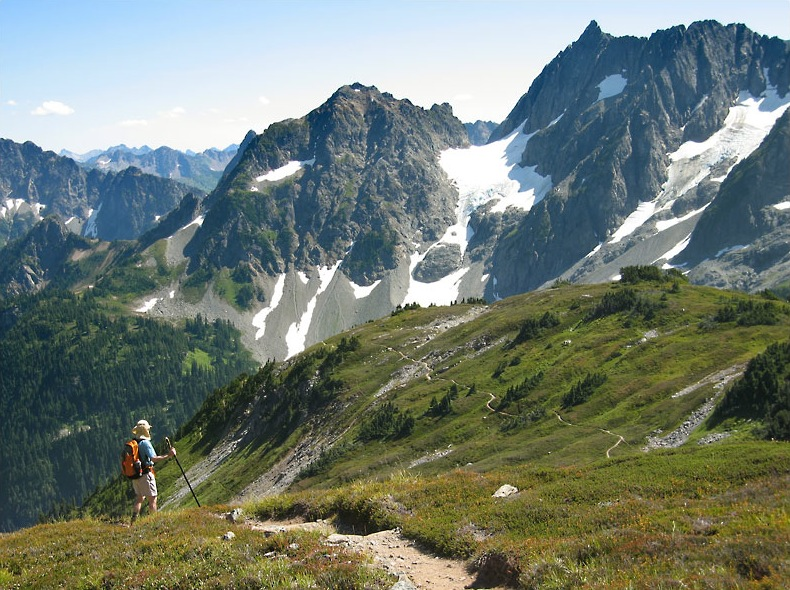
Quang cảnh Ptarmigan Traverse ở sườn chính, nhìn từ phía bắc, đèo Cascade.

Dãy bị cắt ngang bởi hai Đường mòn Danh thắng Quốc gia (National Scenic Trails) và ba Đường mòn Lịch sử Quốc gia (National Historic Trails). Đường Pacific Crest Trail trải dài từ đầu này đến đầu kia của Cascades, dọc theo Đường phân thủy. Nó là kết quả của việc sáp nhập vào năm 1960, đường Cascade Crest Trail ở bang Washington, đường "Oregon Trail Skyline" dẫn từ Núi Hood tới Hồ Crater, và đường Lava Crest Trail ở Bắc California. Các tuyến Đường mòn Tây Bắc Thái Bình Dương (Pacific Northwest Trail) nối Dãy núi Rocky với Dãy núi Olympic bằng cách đi theo biên giới Canada-Hoa Kỳ chạy qua những rặng núi gần Núi Baker. Ba con đường mòn lịch sử là đường mòn Oregon, đường mòn Lewis and Clark và đường mòn California. Ngoài những con đường mòn dài, Đường mòn Wonderland (Wonderland Trail) bao quanh Núi Rainier đặc biệt đáng chú ý với 152 km chiều dài. Tương tự như vậy, Đường mòn Timberline là tuyến tham quan Núi Hood trên chặng đường dài 65 km. Các tuyến Ptarmigan Traverse trải dài trên một khoảng cách 56 km. Vô số các tuyến đường khác đan xen trong dãy núi, liên kết các đỉnh của nó với nhau hoặc đi qua các thung lũng của nó. ·  ·  Một số tuyến đường có thể băng qua bằng việc trượt tuyết, tốt nhất là vào tháng 3 và tháng 4 hằng năm, hoặc bằng xe đạp leo núi.
Hoạt động leo núi ở High Cascades bị cản trở do không thể tiếp cận hầu hết các đỉnh lớn và bởi do đá núi lửa thiếu sự ổn định nên đòi hỏi nỗ lực lớn hơn ở những nơi có thể leo nhưng không được bao phủ bởi băng. Tuy nhiên, có một số lượng lớn các tuyến đường trên các đỉnh của dãy đòi hỏi kỹ thuật leo núi thành thạo..

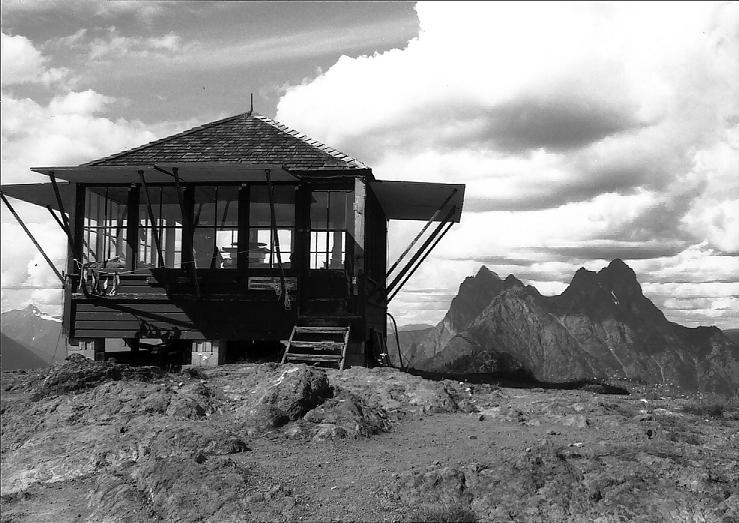
Xem Đỉnh Desolation với Núi Hozomeen ở chế độ nền.

Nhiều hiệp hội leo núi cao giúp bạn đi bộ khám phá dãy Cascades. Trong số đó có Câu lạc bộ Alpine của Canada (Canmore), Hội Boeing Employees Alpine Society (Seattle), Câu lạc bộ leo núi British Columbia (Vancouver), The Cascadians (Yakima), Câu lạc bộ Intermountain Alpine (Richland), Câu lạc bộ Issaquah Alps Trails (Issaquah), Mazamas (Portland), Câu lạc bộ đi bộ đường dài Mount Baker (Bellingham), Câu lạc bộ Mount St. Helens (Longview), The Mountaineers (Seattle, chi nhánh ở Bellingham, Everett, Olympia, Tacoma, Wenatchee), The Ptarmigans (Vancouver), Seattle Mountain Rescue (Seattle), Sierra Club des Cascades (Seattle), Skagit Valley Alpine Club (Mount Vernon), Spokane Mountaineers (Spokane), Tacoma Mountain Rescue Unit (Tacoma), Washington Alpine Club (Seattle). Hầu hết các câu lạc bộ xuất bản tạp chí của riêng họ và một số duy trì các nơi trú ẩn cho việc leo núi..

### Các môn thể thao mùa đông

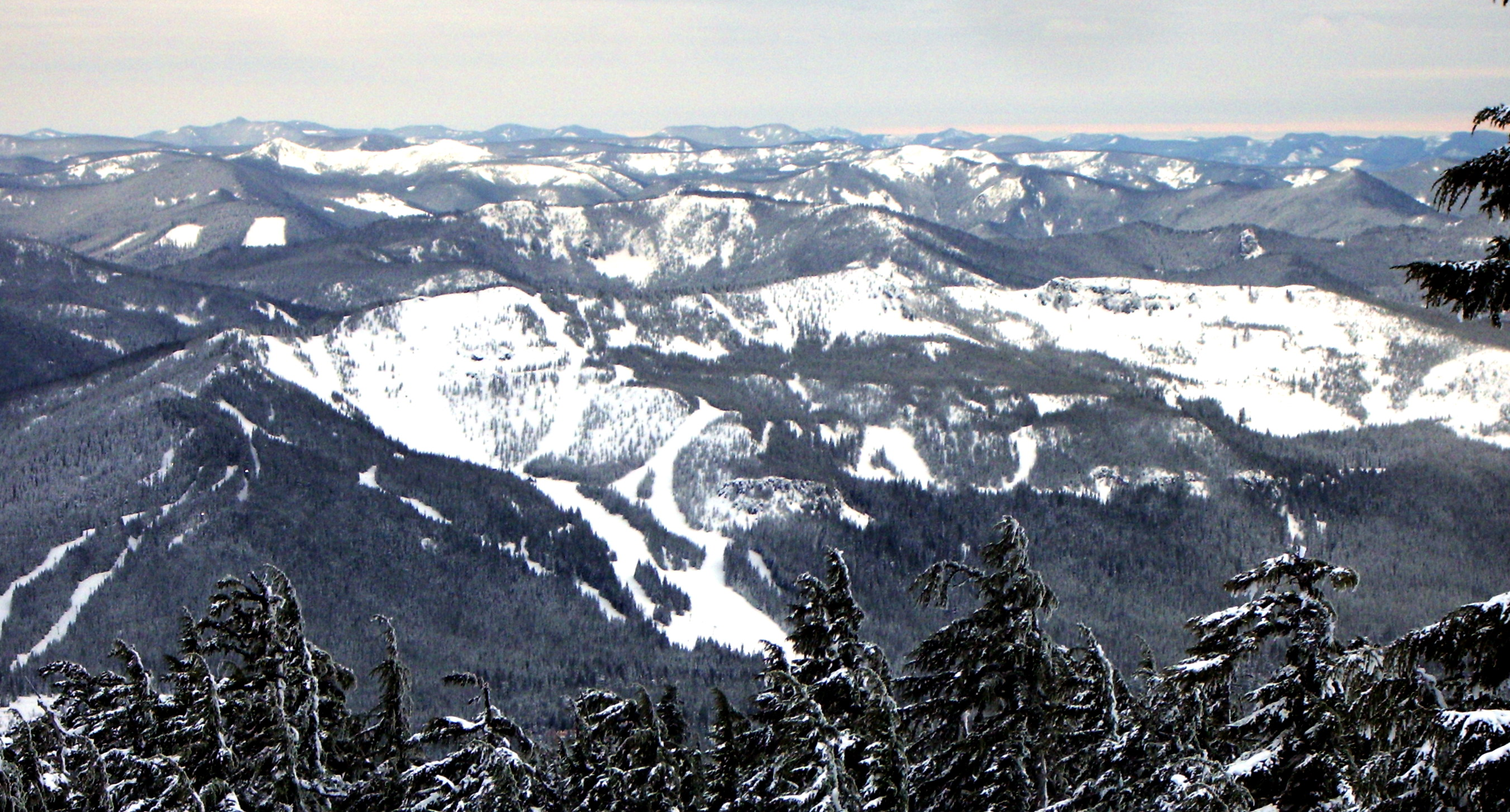
Quang cảnh Ski Bowl nhìn từ Timberline.

Các sườn phía trên cao của những ngọn núi lửa không có rừng, thường là ở sườn phía đông, do đó cung cấp địa hình lý tưởng cho việc mở các dốc trượt tuyết. Kể từ đầu thế kỷ 20, các trạm của Timberline, ngọn núi Hood Meadows, Ski Bowl, Cooper Spur, Snow Bunny và Summit tại Núi Rainier tạo thành một khu phức hợp lớn của hoạt động thể thao mùa đông tại Mỹ với diện tích 18,6 km². Tuyết rơi dày đã khiến trượt tuyết vào mùa hè trở thành điểm độc đáo của Timberline. Các khu nghỉ dưỡng lớn khác trong dãy núi từ bắc đến nam bao gồm: Manning Park, Stevens Pass, The Summit at Snoqualmie, Mission Ridge, Crystal Mountain, White Pass, Hoodoo Ski Bowl, Mount Bachelor, Willamette Pass, Mount Ashland hay Mount Shasta Board & Ski Park.

## Trong văn hóa đại chúng
Đường phân thủy do các đỉnh của Cascade tạo nên, cùng với sự ngăn cách địa lý giữa các nhóm ngôn ngữ Salish nội địa và Salish duyên hải, tương ứng là ranh giới giữa khu vực Coyote và khu vực của Transformers và duyên hải Spirit.
Có nhiều huyền thoại và truyền thuyết từ người Mỹ bản địa xung quanh Cascades và các ngọn núi lửa của nó. Theo một số câu chuyện, núi Baker, núi Jefferson và núi Shasta đã được sử dụng làm nơi trú ẩn trong trận Đại hồng thủy.

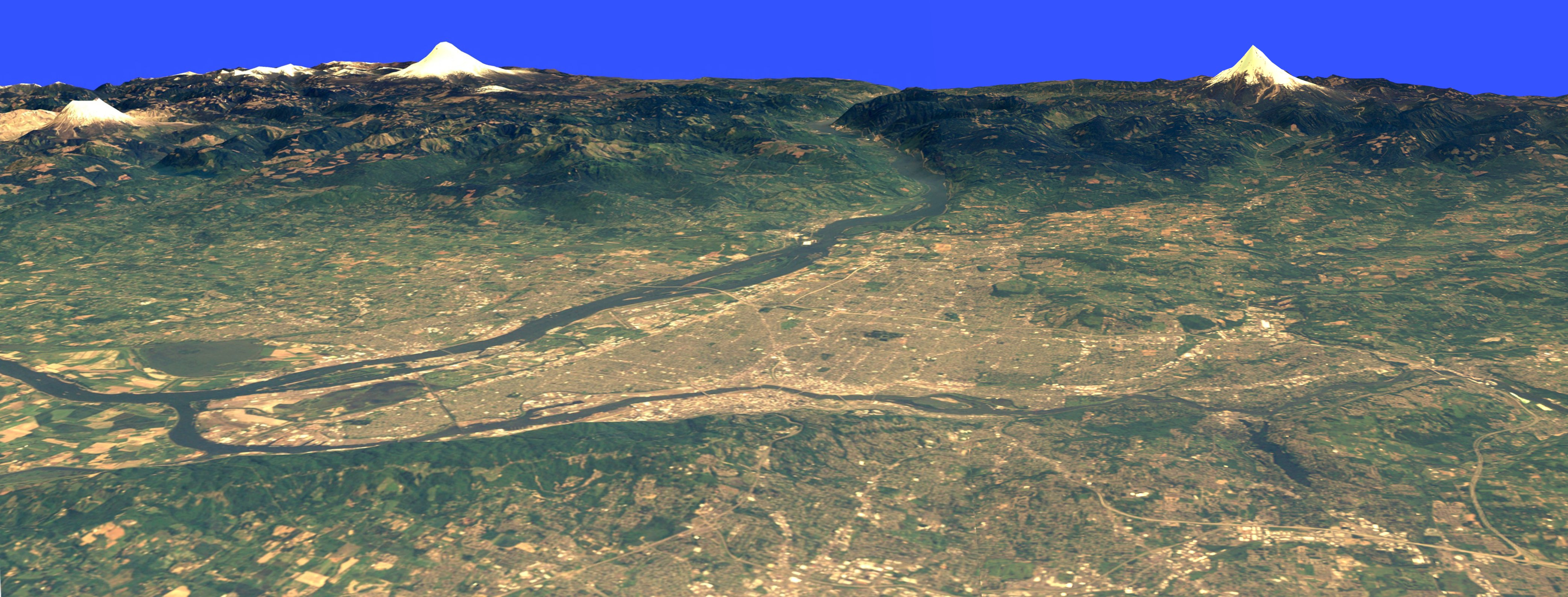
Hình ảnh đồ họa máy tính về Portland (tiền cảnh) với Núi Adams (trái) và Núi Hood (phải) đối diện nhau, ngăn cách bởi Hẻm núi Sông Columbia; ngọn St. Helens nằm về phía bên trái.

Trong số các truyền thuyết được hình thành xung quanh Đập của các vị thần, một trận lở đất có niên đại không rõ, truyền thuyết nổi tiếng nhất của người Klickitat. Họ kể rằng Tyhee Saghalie, người cai trị tất cả các vị thần đã cùng hai con trai của ông là Pahto (còn được gọi là Klickitat) và Wy'east đi đến vùng sông Columbia ở phía bắc để tìm kiếm một nơi sinh sống. Ngỡ ngàng trước vẻ đẹp của cảnh quan thiên nhiên, lũ trẻ đã tranh cãi nhau về nơi này. Để giải quyết tranh chấp, người cha đã bắn hai mũi tên bằng cây cung của mình: một mũi tên bay về phía bắc và một mũi tên bay về phía nam. Pahto theo sau mũi tên đầu tiên trong khi Wy'east theo sau mũi tên thứ hai. Tyhee Saghalie sau đó chế tạo "Tanmahawis" (“Đập của các vị thần”) để gia đình anh ấy có thể nhìn thấy nhau dễ dàng hơn. Khi hai người con trai yêu cùng một người phụ nữ tên Loowit, cô ấy không quyết đoán lựa chọn giữa hai người. Những người con trai đã chiến đấu để giành giật, họ phá hủy các khu rừng và làng mạc khi đánh nhau bằng súng và đá. Toàn bộ khu vực đã bị phá hủy và đất rung chuyển mạnh đến nỗi đập đất lở xuống sông Columbia. Để trừng phạt hai đứa con, Tyhee Saghalie đã biến chúng thành những ngọn núi lớn. Wy'east trở thành ngọn núi lửa Hood, với cái đầu ngẩng cao đầy kiêu hãnh, và Pahto là ngọn núi lửa Adams, với cái đầu nghiêng về tình yêu đã mất của anh. Loowit bị biến thành Núi Saint Helens, do có vẻ ngoài duyên dáng nên được người Klickit gọi là Louwala-Clough có nghĩa là "ngọn núi hun hút", trong khi người Sahaptin gọi bằng cái tên Núi Loowit.
Một huyền thoại từ bộ tộc Lummi kể rằng hiện thân nữ của Núi Baker đã từng kết hôn với hiện thân nam của Núi Rainier và sống ở vùng lân cận của nó. Sau đó, vì một cuộc tranh cãi mà cô ấy đứng dậy và đi về phía bắc đến vị trí hiện tại. Theo cách nói của phương ngữ Lushootseed, Núi Rainier được gọi là Tahoma. Nó có những hang động lớn ẩn bên trong, nơi sinh sống của những người khổng lồ đang ngủ và là nơi diễn ra những sự hiện ra kỳ thú và những chuyện lạ lùng.
Núi Shasta được biết đến với nhiều sinh vật độc đáo của nó được cho là phát triển thành các giáo phái tôn thờ New Age: Vượn cáo, người ngoài hành tinh, người tí hon, Sasquatch.

### Tiếng Anh
- Roderick Peattie, The Cascades - Mountains of the Pacific Northwest, Vanguard Press, New York, 1949, ấn bản 2007 ISBN 1406757101
- Fred W. Beckey, Cascade Alpine guide: climbing and high routes - Columbia River to Stevens Pass, Mountaineers Books, ấn bản lần thứ 3, 2000 ISBN 0898865778
- Fred W. Beckey, Cascade Alpine guide: climbing and high routes - Stevens Pass to Rainy Pass, Mountaineers Books, ấn bản lần thứ 3, 2003 ISBN 0898868386
- Fred W. Beckey, Cascade Alpine guide: climbing and high routes - Rainy Pass to Fraser River, Mountaineers Books, ấn bản lần thứ 2, 1995 ISBN 0898864232
- Jim Nelson, Peter Potterfield, Selected Climbs in the Cascades: Alpine routes, sport climbs & crag climbs (vol. 1), Mountaineers Books, ấn bản lần thứ 2, 2003 ISBN 0898867673
- Jim Nelson, Peter Potterfield, Selected Climbs in the Cascades: Alpine routes, sport climbs & crag climbs (vol. 2), Mountaineers Books, ấn bản đầu tiên, 2000 ISBN 0898865611